# Stanley-Cup-Playoffs 2008
Die Playoffs um den Stanley Cup des Jahres 2008 begannen am 9. April 2008 und endeten am 4. Juni 2008 mit dem 4:2-Erfolg der Detroit Red Wings über die Pittsburgh Penguins. Die Red Wings errangen damit ihren elften Stanley Cup und stellten in Henrik Zetterberg den zweiten Europäer der Liga-Historie, der mit der Conn Smythe Trophy als Most Valuable Player der Playoffs ausgezeichnet wurde. Gemeinsam mit Sidney Crosby von den Penguins führte Zetterberg auch die Scorerliste der post-season an. Ferner sorgte der Stanley-Cup-Gewinn für die Aufnahme von Zetterberg und seinen schwedischen Teamkollegen Nicklas Lidström und Mikael Samuelsson in den Triple Gold Club.

## Modus
Nachdem sich aus jeder Conference die drei Divisionssieger sowie die fünf weiteren punktbesten Teams der Conference qualifiziert haben, starten die im K.-o.-System ausgetragenen Playoffs. Dabei trifft der punktbeste Divisionssieger auf das achte und somit punktschlechteste qualifizierte Team, die Nummer 2 dieser Rangliste auf die Nummer 7 usw. Durch diesen Modus ist es möglich, dass eines oder mehrere qualifizierte Teams mehr Punkte als einer der Divisionssieger erzielt haben. Das gleiche Prinzip wird zur Bestimmung der Begegnungen der zweiten Playoff-Runde genutzt.
Jede Conference spielt in der Folge im Conference-Viertelfinale, Conference-Halbfinale und im Conference-Finale ihren Sieger aus, der dann im Finale um den Stanley Cup antritt. Alle Serien jeder Runde werden im Best-of-Seven-Modus ausgespielt, das heißt, dass ein Team vier Siege zum Erreichen der nächsten Runde benötigt. Das höher gesetzte Team hat dabei in den ersten beiden Spielen Heimrecht, die nächsten beiden das gegnerische Team. Sollte bis dahin kein Sieger aus der Runde hervorgegangen sein, wechselt das Heimrecht von Spiel zu Spiel. So hat die höher gesetzte Mannschaft in den Spielen 1, 2, 5 und 7, also vier der maximal sieben Spiele, einen Heimvorteil. Der Sieger der Eastern Conference wird mit der Prince of Wales Trophy ausgezeichnet und der Sieger der Western Conference mit der Clarence S. Campbell Bowl.
Bei Spielen, die nach der regulären Spielzeit von 60 Minuten unentschieden bleiben, folgt die Overtime, die im Gegensatz zur regulären Saison mit fünf Feldspielern gespielt wird. Zudem endet sie durch das erste Tor (Sudden Death) und nicht, wie in der regulären Saison üblich, mit einem Shootout.

## Qualifizierte Teams
| Atlantic Division - (2) Pittsburgh Penguins - (4) New Jersey Devils - (5) New York Rangers - (6) Philadelphia Flyers Northeast Division - (1) Canadiens de Montréal - (7) Ottawa Senators - (8) Boston Bruins Southeast Division - (3) Washington Capitals | Central Division - (1) Detroit Red Wings - (8) Nashville Predators Northwest Division - (3) Minnesota Wild - (6) Colorado Avalanche - (7) Calgary Flames Pacific Division - (2) San Jose Sharks - (4) Anaheim Ducks - (5) Dallas Stars |

## Playoff-Baum
|  | Conference-Viertelfinale                              | Conference-Viertelfinale | Conference-Viertelfinale |                    | Conference-Halbfinale | Conference-Halbfinale | Conference-Halbfinale |                     |                   | Conference-Finale | Conference-Finale | Conference-Finale |  |  | Stanley-Cup-Finale | Stanley-Cup-Finale | Stanley-Cup-Finale |
|  |                                                       |                          |                          |                    |                       |                       |                       |                     |                   |                   |                   |                   |  |  |                    |                    |                    |
|  | 1                                                     | Canadiens de Montréal    | 4                        |                    | 2                     | Pittsburgh Penguins   | 4                     |                     |                   |                   |                   |                   |  |  |                    |                    |                    |
|  | 8                                                     | Boston Bruins            | 3                        | 5                  | New York Rangers      | 1                     |                       |                     |                   |                   |                   |                   |  |  |                    |                    |                    |
|  |                                                       |                          |                          |                    |                       |                       |                       |                     |                   |                   |                   |                   |  |  |                    |                    |                    |
|  | 2                                                     | Pittsburgh Penguins      | 4                        | Eastern Conference | Eastern Conference    | Eastern Conference    |                       |                     |                   |                   |                   |                   |  |  |                    |                    |                    |
|  | 2                                                     | Pittsburgh Penguins      | 4                        | Eastern Conference | Eastern Conference    | Eastern Conference    |                       |                     |                   |                   |                   |                   |  |  |                    |                    |                    |
|  | 7                                                     | Ottawa Senators          | 0                        |                    |                       |                       |                       |                     |                   |                   |                   |                   |  |  |                    |                    |                    |
|  | 7                                                     | Ottawa Senators          | 0                        | 2                  | Pittsburgh Penguins   | 4                     |                       |                     |                   |                   |                   |                   |  |  |                    |                    |                    |
|  |                                                       |                          |                          | 2                  | Pittsburgh Penguins   | 4                     |                       |                     |                   |                   |                   |                   |  |  |                    |                    |                    |
|  |                                                       | 6                        | Philadelphia Flyers      | 1                  |                       |                       |                       |                     |                   |                   |                   |                   |  |  |                    |                    |                    |
|  | 3                                                     | 6                        | Philadelphia Flyers      | 1                  | Washington Capitals   | 3                     |                       |                     |                   |                   |                   |                   |  |  |                    |                    |                    |
|  | 3                                                     |                          |                          |                    | Washington Capitals   | 3                     |                       |                     |                   |                   |                   |                   |  |  |                    |                    |                    |
|  | 6                                                     | Philadelphia Flyers      | 4                        |                    |                       |                       |                       |                     |                   |                   |                   |                   |  |  |                    |                    |                    |
|  | 6                                                     | Philadelphia Flyers      | 4                        |                    |                       |                       |                       |                     |                   |                   |                   |                   |  |  |                    |                    |                    |
|  |                                                       |                          |                          |                    |                       |                       |                       |                     |                   |                   |                   |                   |  |  |                    |                    |                    |
|  | 4                                                     | New Jersey Devils        | 1                        | 1                  | Canadiens de Montréal | 1                     |                       |                     |                   |                   |                   |                   |  |  |                    |                    |                    |
|  | 4                                                     | New Jersey Devils        | 1                        | 1                  | Canadiens de Montréal | 1                     |                       |                     |                   |                   |                   |                   |  |  |                    |                    |                    |
|  | 5                                                     | New York Rangers         | 4                        | 6                  | Philadelphia Flyers   | 4                     |                       |                     |                   |                   |                   |                   |  |  |                    |                    |                    |
|  | 5                                                     | New York Rangers         | 4                        | 6                  | Philadelphia Flyers   | 4                     | E2                    | Pittsburgh Penguins | 2                 |                   |                   |                   |  |  |                    |                    |                    |
|  | (Die Teams werden nach der ersten Runde neu gesetzt.) |                          |                          |                    |                       |                       | E2                    | Pittsburgh Penguins | 2                 |                   |                   |                   |  |  |                    |                    |                    |
|  |                                                       | W1                       | Detroit Red Wings        | 4                  |                       |                       |                       |                     |                   |                   |                   |                   |  |  |                    |                    |                    |
|  | 1                                                     | W1                       | Detroit Red Wings        | 4                  | Detroit Red Wings     | 4                     |                       | 1                   | Detroit Red Wings | 4                 |                   |                   |  |  |                    |                    |                    |
|  | 1                                                     |                          |                          |                    | Detroit Red Wings     | 4                     |                       | 1                   | Detroit Red Wings | 4                 |                   |                   |  |  |                    |                    |                    |
|  | 8                                                     | Nashville Predators      | 2                        | 6                  | Colorado Avalanche    | 0                     |                       |                     |                   |                   |                   |                   |  |  |                    |                    |                    |
|  | 8                                                     | Nashville Predators      | 2                        | 6                  | Colorado Avalanche    | 0                     |                       |                     |                   |                   |                   |                   |  |  |                    |                    |                    |
|  |                                                       |                          |                          |                    |                       |                       |                       |                     |                   |                   |                   |                   |  |  |                    |                    |                    |
|  | 2                                                     | San Jose Sharks          | 4                        |                    |                       |                       |                       |                     |                   |                   |                   |                   |  |  |                    |                    |                    |
|  | 2                                                     | San Jose Sharks          | 4                        |                    |                       |                       |                       |                     |                   |                   |                   |                   |  |  |                    |                    |                    |
|  | 7                                                     | Calgary Flames           | 3                        |                    |                       |                       |                       |                     |                   |                   |                   |                   |  |  |                    |                    |                    |
|  | 7                                                     | Calgary Flames           | 3                        | 1                  | Detroit Red Wings     | 4                     |                       |                     |                   |                   |                   |                   |  |  |                    |                    |                    |
|  |                                                       |                          |                          | 1                  | Detroit Red Wings     | 4                     |                       |                     |                   |                   |                   |                   |  |  |                    |                    |                    |
|  |                                                       | 5                        | Dallas Stars             | 2                  |                       |                       |                       |                     |                   |                   |                   |                   |  |  |                    |                    |                    |
|  | 3                                                     | 5                        | Dallas Stars             | 2                  | Minnesota Wild        | 2                     |                       |                     |                   |                   |                   |                   |  |  |                    |                    |                    |
|  | 3                                                     |                          |                          |                    | Minnesota Wild        | 2                     |                       |                     |                   |                   |                   |                   |  |  |                    |                    |                    |
|  | 6                                                     | Colorado Avalanche       | 4                        | Western Conference | Western Conference    | Western Conference    |                       |                     |                   |                   |                   |                   |  |  |                    |                    |                    |
|  | 6                                                     | Colorado Avalanche       | 4                        | Western Conference | Western Conference    | Western Conference    |                       |                     |                   |                   |                   |                   |  |  |                    |                    |                    |
|  |                                                       |                          |                          |                    |                       |                       |                       |                     |                   |                   |                   |                   |  |  |                    |                    |                    |
|  | 4                                                     | Anaheim Ducks            | 2                        | 2                  | San Jose Sharks       | 2                     |                       |                     |                   |                   |                   |                   |  |  |                    |                    |                    |
|  | 5                                                     | Dallas Stars             | 4                        | 5                  | Dallas Stars          | 4                     |                       |                     |                   |                   |                   |                   |  |  |                    |                    |                    |

## Conference-Viertelfinale

### Eastern Conference

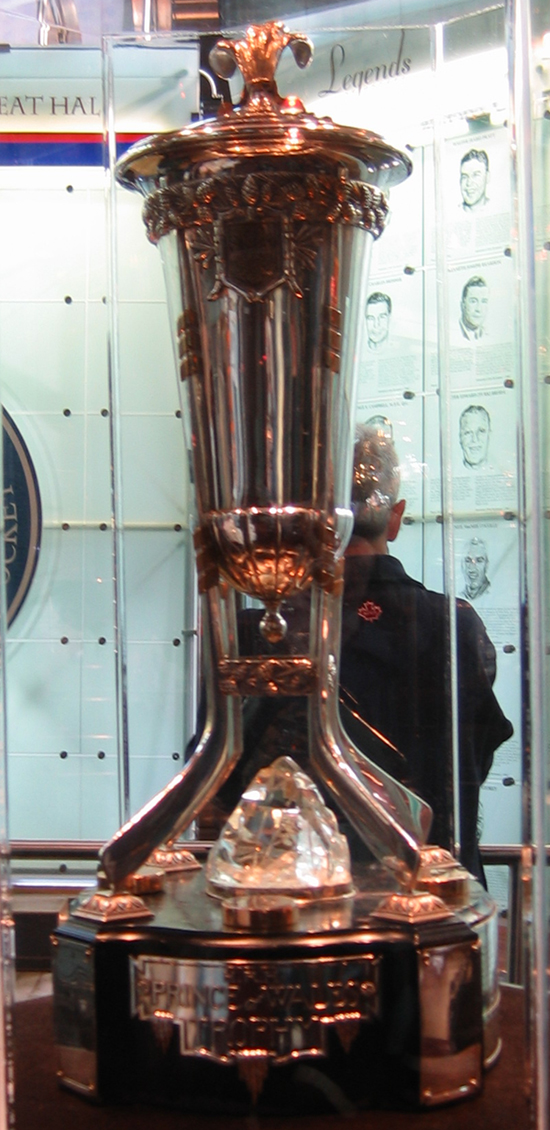
Die Prince of Wales Trophy für das beste Playoff-Team der Eastern Conference

#### (1) Canadiens de Montréal – (8) Boston Bruins
Das eigentlich vom Papier her eindeutige Duell der Original-Six-Franchises aus Montréal und Boston entwickelte sich zu einer umkämpften Serie, die erst im entscheidenden siebten Spiel zu Gunsten der Canadiens ausfiel, obwohl diese in der regulären Saison alle acht Partien für sich entschieden hatten.
Die ausgeglichen besetzten Canadiens gingen in der Serie schnell mit zwei Siegen in Führung und feierten die Saisonsiege 9 und 10 über die Bruins, wodurch diesen bereits frühzeitig die Playoff-Tauglichkeit abgesprochen wurde. Boston kämpfte sich aber durch Siege in der dritten, fünften und sechsten Partie zurück und machte den zwischenzeitlichen 0:2- und 1:3-Rückstand in der Serie mit viel Kampfgeist wett. Zudem profitierten sie von den gelegentlichen Schwächen des relativ unerfahrenen Rookies Carey Price im Tor Montréals, der aber mit zwei Shutouts auch maßgeblichen Anteil am Weiterkommen der Canadiens hatte. Auf Seiten Montréals überzeugte zudem das junge Brüderpaar Andrej und Sjarhej Kaszizyn sowie Alexei Kowaljow.
| 10. April 2008 19.00 Uhr (Ortszeit) | Canadiens de Montréal Sjarhej Kaszizyn (0:34) Andrej Kaszizyn (2:02) Bryan Smolinski (25:16) Tom Kostopoulos (47:24) | 4:1 (2:1, 1:0, 1:0) Spielbericht Stand: 1:0 | Boston Bruins Shane Hnidy (8:34) | Centre Bell, Montréal, Québec Zuschauer: 21.273 |

| 12. April 2008 19.00 Uhr | Canadiens de Montréal Roman Hamrlík (18:30) Sjarhej Kaszizyn (21:50) Alexei Kowaljow (62:30) | 3:2 n. V. (1:0, 1:0, 0:2, 1:0) Spielbericht Stand: 2:0 | Boston Bruins Peter Schaefer (43:58) David Krejčí (49:34) | Centre Bell, Montréal, Québec Zuschauer: 21.273 |

| 13. April 2008 19.00 Uhr | Boston Bruins Milan Lucic (6:30) Marc Savard (69:25) | 2:1 n. V. (1:0, 0:1, 0:0, 1:0) Spielbericht Stand: 1:2 | Canadiens de Montréal Tom Kostopoulos (24:26) | TD Banknorth Garden, Boston, Massachusetts Zuschauer: 17.565 |

| 15. April 2008 19.00 Uhr | Boston Bruins | 0:1 (0:0, 0:1, 0:0) Spielbericht Stand: 1:3 | Canadiens de Montréal Patrice Brisebois (39:18) | TD Banknorth Garden, Boston, Massachusetts Zuschauer: 17.565 |

| 17. April 2008 19.00 Uhr | Canadiens de Montréal Alexei Kowaljow (9:47) | 1:5 (1:0, 0:1, 0:4) Spielbericht Stand: 3:2 | Boston Bruins Phil Kessel (27:45) Glen Metropolit (43:31) Zdeno Chára (45:49) Marco Sturm (55:13) Vladimír Sobotka (57:48) | Centre Bell, Montréal, Québec Zuschauer: 21.273 |

| 19. April 2008 19.00 Uhr | Boston Bruins Phil Kessel (21:54) Vladimír Sobotka (43:13) Milan Lucic (52:13) Phil Kessel (55:45) Marco Sturm (57:23) | 5:4 (0:1, 1:1, 4:2) Spielbericht Stand: 3:3 | Canadiens de Montréal Christopher Higgins (9:44) Tomáš Plekanec (27:43) Francis Bouillon (50:04) Christopher Higgins (55:56) | TD Banknorth Garden, Boston, Massachusetts Zuschauer: 17.565 |

| 21. April 2008 19.00 Uhr | Canadiens de Montréal Mike Komisarek (3:31) Mark Streit (30:45) Andrej Kaszizyn (35:13) Andrej Kaszizyn (57:58) Sjarhej Kaszizyn (59:52) | 5:0 (1:0, 2:0, 2:0) Spielbericht Stand: 4:3 | Boston Bruins | Centre Bell, Montréal, Québec Zuschauer: 21.273 |

#### (2) Pittsburgh Penguins – (7) Ottawa Senators
Die Serie zwischen den jungen Pittsburgh Penguins und dem Vorjahresfinalisten Ottawa Senators war bereits nach der Minimalanzahl von vier Spielen beendet. Die Penguins gewannen sowohl ihre zwei Heimspiele als auch die beiden Partien in Ottawa deutlich und revanchierten sich somit für die 1:4-Niederlage in der letztjährigen Playoff-Serie beider Teams.
Vor allem die Offensive der Penguins unter der Führung von Sidney Crosby und Jewgeni Malkin, die acht respektive sieben Scorerpunkte erzielten, stellte eine unlösbare Aufgabe für die Verteidigung der Senators dar. Allein Torhüter Martin Gerber, der Ottawas bester Spieler der Serie war, zeigte überdurchschnittliche Leistungen. Die namhafte erste Sturmreihe der Senators um Jason Spezza, Dany Heatley und Daniel Alfredsson, der nach einer Verletzung erst im dritten Spiel zur Verfügung stand, brachte es auf lediglich zwei Torvorlagen und hatte somit, wie auch Pittsburghs Torwart Marc-André Fleury, maßgeblichen Anteil am einzigen Sweep in den acht Viertelfinalpaarungen.
| 9. April 2008 19.00 Uhr (Ortszeit) | Pittsburgh Penguins Gary Roberts (1:08) Petr Sýkora (12:28) Jewgeni Malkin (53:58) Gary Roberts (58:25) | 4:0 (2:0, 0:0, 2:0) Spielbericht Stand: 1:0 | Ottawa Senators | Mellon Arena, Pittsburgh, Pennsylvania Zuschauer: 17.132 |

| 11. April 2008 19.00 Uhr | Pittsburgh Penguins Sergei Gontschar (16:10) Petr Sýkora (25:22) Petr Sýkora (30:52) Ryan Malone (58:58) Ryan Malone (59:53) | 5:3 (1:0, 2:2, 2:1) Spielbericht Stand: 2:0 | Ottawa Senators Shean Donovan (31:25) Cory Stillman (36:11) Cody Bass (48:51) | Mellon Arena, Pittsburgh, Pennsylvania Zuschauer: 17.132 |

| 14. April 2008 19.00 Uhr | Ottawa Senators Nick Foligno (21:11) | 1:4 (0:0, 1:1, 0:3) Spielbericht Stand: 0:3 | Pittsburgh Penguins Maxime Talbot (25:39) Sidney Crosby (40:12) Jordan Staal (41:30) Marián Hossa (48:55) | Scotiabank Place, Ottawa, Ontario Zuschauer: 19.961 |

| 16. April 2008 19.00 Uhr | Ottawa Senators Cory Stillman (30:31) | 1:3 (0:0, 1:2, 0:1) Spielbericht Stand: 0:4 | Pittsburgh Penguins Jewgeni Malkin (21:40) Jarkko Ruutu (35:28) Sidney Crosby (59:52) | Scotiabank Place, Ottawa, Ontario Zuschauer: 19.954 |

#### (3) Washington Capitals – (6) Philadelphia Flyers
Einen für die Playoffs unüblich offensiven Schlagabtausch boten sich die Washington Capitals und Philadelphia Flyers in ihrer sieben Spiele umfassenden Serie, die die Flyers knapp für sich entscheiden konnten. Dabei war vor allem auf ihr funktionierendes Powerplay um Daniel Brière Verlass.
Philadelphia gewann nach einer unglücklichen Auftaktniederlage die folgenden drei Partien und sah bereits wie der sichere Sieger der Serie aus. Zudem schaltete Philadelphias Defensive Washingtons Superstar Alexander Owetschkin, der nur ein Tor in den ersten fünf Partien erzielte, weitestgehend aus. Dafür hielt jedoch Mike Green mit wichtigen Toren dagegen und widersetzte sich dem Flyers-Offensivduo Daniel Brière und Václav Prospal. Owetschkin erzwang durch seinen Siegtreffer im sechsten Spiel trotz eines 0:2-Rückstandes in der Partie noch ein siebtes Spiel, das die Flyers aber in der Overtime gewannen.
| 11. April 2008 19.00 Uhr (Ortszeit) | Washington Capitals Donald Brashear (3:16) Dave Steckel (24:08) Mike Green (41:50) Mike Green (46:26) Alexander Owetschkin (55:28) | 5:4 (1:1, 1:3, 3:0) Spielbericht Stand: 1:0 | Philadelphia Flyers Václav Prospal (8:17) Daniel Brière (31:46) Václav Prospal (32:19) Daniel Brière (35:22) | Verizon Center, Washington, D.C. Zuschauer: 18.277 |

| 13. April 2008 14.00 Uhr | Washington Capitals | 0:2 (0:2, 0:0, 0:0) Spielbericht Stand: 1:1 | Philadelphia Flyers R. J. Umberger (5:53) Jeff Carter (15:17) | Verizon Center, Washington, D.C. Zuschauer: 18.277 |

| 15. April 2008 19.00 Uhr | Philadelphia Flyers Daniel Brière (16:10) Scott Hartnell (18:26) Sami Kapanen (18:43) Daniel Brière (39:50) Mike Richards (57:01) Mike Knuble (58:55) | 6:3 (3:1, 1:1, 2:1) Spielbericht Stand: 2:1 | Washington Capitals Eric Fehr (17:21) Mike Green (27:28) Brooks Laich (55:26) | Wachovia Center, Philadelphia, Pennsylvania Zuschauer: 19.822 |

| 17. April 2008 19.00 Uhr | Philadelphia Flyers Jeff Carter (0:42) Jeff Carter (18:33) Daniel Brière (50:01) Mike Knuble (86:40) | 4:3 n. V. (2:2, 0:1, 1:0, 0:0, 1:0) Spielbericht Stand: 3:1 | Washington Capitals Nicklas Bäckström (2:41) Alexander Sjomin (12:59) Steve Eminger (25:56) | Wachovia Center, Philadelphia, Pennsylvania Zuschauer: 19.913 |

| 19. April 2008 13.00 Uhr | Washington Capitals Nicklas Bäckström (7:31) Sergei Fjodorow (21:25) Alexander Sjomin (54:33) | 3:2 (1:0, 1:1, 1:1) Spielbericht Stand: 2:3 | Philadelphia Flyers Václav Prospal (32:35) Derian Hatcher (55:17) | Verizon Center, Washington, D.C. Zuschauer: 18.277 |

| 21. April 2008 19.00 Uhr | Philadelphia Flyers Mike Richards (3:49) Daniel Brière (21:18) | 2:4 (1:0, 1:2, 0:2) Spielbericht Stand: 3:3 | Washington Capitals Nicklas Bäckström (29:34) Alexander Sjomin (38:03) Alexander Owetschkin (42:46) Alexander Owetschkin (50:41) | Wachovia Center, Philadelphia, Pennsylvania Zuschauer: 19.927 |

| 22. April 2008 19.00 Uhr | Washington Capitals Nicklas Bäckström (5:42) Alexander Owetschkin (35:29) | 2:3 n. V. (1:1, 1:1, 0:0, 0:1) Spielbericht Stand: 3:4 | Philadelphia Flyers Scottie Upshall (15:38) Sami Kapanen (29:47) Joffrey Lupul (66:06) | Verizon Center, Washington, D.C. Zuschauer: 18.277 |

#### (4) New Jersey Devils – (5) New York Rangers
Die Serie der beiden Franchises von den Ufern des Hudson River gewannen die New York Rangers deutlich mit 4:1 und setzten damit ihre Dominanz gegenüber den New Jersey Devils aus der regulären Saison fort, in der sie nur eines der insgesamt acht Spiele verloren hatten.
Von Beginn an wurden die Paarungen zum Duell der beiden Torhüter Henrik Lundqvist und Martin Brodeur stilisiert, wobei die Rangers immer wieder versuchten, Brodeur aus dem Rhythmus zu bringen. Sean Avery ging dabei so weit, dass die Liga nach dem dritten Spiel der Serie eine neue Regel einführte, die sein Verhalten fortan als unsportlich einstufte und mit einer 2-Minuten-Strafe belegte. Avery hatte während einer 5-gegen-3 Überzahl seines Teams seine Hände und seinen Stock vor Brodeurs Gesicht hin- und herbewegt, ohne aktiv am Spielgeschehen teilzunehmen (s. „Sean-Avery-Regel“). New York gewann drei Spiele im Prudential Center, der Heimspielstätte New Jerseys, und diktierte weitestgehend das Tempo der Serie. Die Offensive der Rangers um Jaromír Jágr, Scott Gomez, Brandon Dubinsky und Sean Avery, gegen die die Devils mit ihrer defensiven Spielweise kaum ein geeignetes Mittel fand, erzielte in den fünf Partien insgesamt 19 Treffer. Der einzige Heimsieg der gesamten Serie gelang den Rangers im vierten Spiel.
| 9. April 2008 19.00 Uhr (Ortszeit) | New Jersey Devils Paul Martin (34:14) | 1:4 (0:0, 1:1, 0:3) Spielbericht Stand: 0:1 | New York Rangers Brendan Shanahan (21:45) Ryan Callahan (47:23) Sean Avery (57:07) Nigel Dawes (59:55) | Prudential Center, Newark, New Jersey Zuschauer: 17.625 |

| 11. April 2008 19.00 Uhr | New Jersey Devils John Madden (58:37) | 1:2 (0:0, 0:0, 1:2) Spielbericht Stand: 0:2 | New York Rangers Jaromír Jágr (44:26) Sean Avery (44:49) | Prudential Center, Newark, New Jersey Zuschauer: 17.625 |

| 13. April 2008 19.00 Uhr | New York Rangers Brandon Dubinsky (12:17) Sean Avery (26:50) Brandon Dubinsky (40:55) | 3:4 n. V. (1:1, 1:2, 1:0, 0:1) Spielbericht Stand: 2:1 | New Jersey Devils Sergei Brylin (3:01) Patrik Eliáš (32:56) Zach Parise (35:19) John Madden (66:01) | Madison Square Garden, New York City, New York Zuschauer: 18.200 |

| 16. April 2008 19.00 Uhr | New York Rangers Scott Gomez (12:37) Martin Straka (22:53) Chris Drury (32:39) Marc Staal (56:47) Scott Gomez (59:47) | 5:3 (1:0, 2:2, 2:1) Spielbericht Stand: 3:1 | New Jersey Devils Patrik Eliáš (20:31) Patrik Eliáš (26:58) Mike Mottau (44:37) | Madison Square Garden, New York City, New York Zuschauer: 18.200 |

| 18. April 2008 19.30 Uhr | New Jersey Devils Brian Gionta (4:40) Bryce Salvador (29:26) Patrik Eliáš (33:50) | 3:5 (1:3, 2:1, 0:1) Spielbericht Stand: 1:4 | New York Rangers Michal Rozsíval (4:58) Jaromír Jágr (6:38) Scott Gomez (18:01) Chris Drury (25:35) Brandon Dubinsky (59:00) | Prudential Center, Newark, New Jersey Zuschauer: 17.625 |

### Western Conference

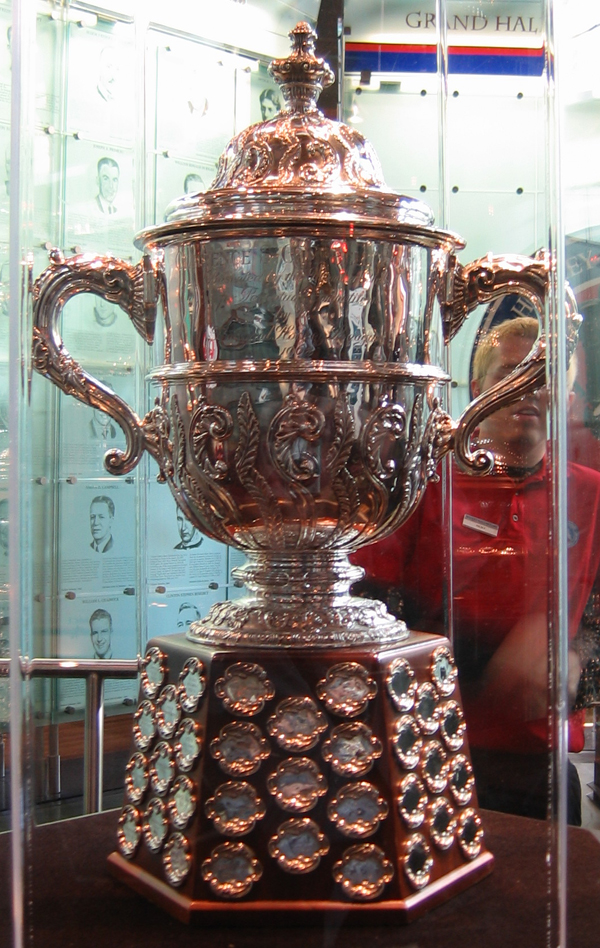
Die Clarence S. Campbell Bowl für das beste Playoff-Team der Western Conference

#### (1) Detroit Red Wings – (8) Nashville Predators
Nicht ganz so viele Probleme wie die Canadiens de Montréal als topgesetztes Team der Eastern Conference hatten die Detroit Red Wings bei ihrem 4:2-Sieg über die Nashville Predators, die selbst bei ihrer vierten Playoff-Teilnahme nicht in der Lage waren, erstmals auf fremdem Eis einen Sieg zu entführen.
Der Außenseiter aus Nashville verkaufte sich dank seines Torhüters Dan Ellis teuer. Trotz eines 0:2-Rückstandes in der Serie schafften die Predators den zwischenzeitlichen Ausgleich zum 2:2 und überraschten die eigentlich dominanten und individuell stärker besetzten Red Wings immer wieder mit furiosen Comebacks innerhalb der Spiele. Zur tragischen Figur der Serie avancierte ausgerechnet der teilweise brillant aufgelegte Ellis, dem im sechsten und letztlich entscheidenden Spiel ein folgenschwerer Fehler unterlief, als er einen Weitschuss aus der gegnerischen Hälfte passieren ließ. Detroits Sieg im sechsten Spiel war zugleich der einzige Auswärtssieg der gesamten Serie und unterstrich die Entscheidung Mike Babcocks ab dem fünften Spiel Chris Osgood statt Dominik Hašek als Stammtorwart einzusetzen.
| 10. April 2008 19.00 Uhr (Ortszeit) | Detroit Red Wings Johan Franzén (5:58) Henrik Zetterberg (46:54) Henrik Zetterberg (59:41) | 3:1 (1:0, 0:1, 2:0) Spielbericht Stand: 1:0 | Nashville Predators Jordin Tootoo (37:47) | Joe Louis Arena, Detroit, Michigan Zuschauer: 20.066 |

| 12. April 2008 14.00 Uhr | Detroit Red Wings Darren McCarty (2:26) Nicklas Lidström (20:39) Kris Draper (25:00) Tomas Holmström (50:03) | 4:2 (1:0, 2:2, 1:0) Spielbericht Stand: 2:0 | Nashville Predators Alexander Radulow (22:19) Jordin Tootoo (22:30) | Joe Louis Arena, Detroit, Michigan Zuschauer: 20.066 |

| 14. April 2008 18.30 Uhr | Nashville Predators Alexander Radulow (32:53) David Legwand (35:01) Ryan Suter (56:03) Jason Arnott (56:12) Martin Erat (59:39) | 5:3 (0:1, 2:1, 3:1) Spielbericht Stand: 1:2 | Detroit Red Wings Kris Draper (8:56) Jiří Hudler (29:12) Pawel Dazjuk (40:40) | Sommet Center, Nashville, Tennessee Zuschauer: 17.113 |

| 16. April 2008 20.00 Uhr | Nashville Predators Dan Hamhuis (5:18) Shea Weber (5:50) Greg de Vries (26:35) | 3:2 (2:0, 1:1, 0:1) Spielbericht Stand: 2:2 | Detroit Red Wings Pawel Dazjuk (26:24) Pawel Dazjuk (43:23) | Sommet Center, Nashville, Tennessee Zuschauer: 17.113 |

| 18. April 2008 19.30 Uhr | Detroit Red Wings Valtteri Filppula (4:20) Johan Franzén (61:48) | 2:1 n. V. (1:0, 0:0, 0:1, 1:0) Spielbericht Stand: 3:2 | Nashville Predators Radek Bonk (59:16) | Joe Louis Arena, Detroit, Michigan Zuschauer: 20.066 |

| 20. April 2008 14.00 Uhr | Nashville Predators | 0:3 (0:0, 0:1, 0:2) Spielbericht Stand: 2:4 | Detroit Red Wings Nicklas Lidström (33:44) Jiří Hudler (43:52) Brian Rafalski (59:55) | Sommet Center, Nashville, Tennessee Zuschauer: 17.113 |

#### (2) San Jose Sharks – (7) Calgary Flames
Die wohl umkämpfteste und engste Serie der gesamten ersten Playoffrunde lieferten sich die San Jose Sharks und Calgary Flames. San Jose benötigte trotz der teilweise großen Überlegenheit und Favoritenrolle sieben Partien um die aufopferungsvoll kämpfenden Flames auszuschalten und in die nächste Runde einzuziehen.
Beide Teams hatten bereits früh in der Serie die Möglichkeit, die Serie in ihre Richtung zu lenken und dem Gegner die vorentscheidende Niederlage beizubringen. So vergaben die Sharks im dritten Spiel einen sicher geglaubten Sieg nach einer frühen 3:0-Führung im ersten Drittel und Calgary musste im vierten Spiel den Siegtreffer San Joses zehn Sekunden vor Ende der regulären Spielzeit hinnehmen. Insgesamt agierten die Sharks mit ihrem breiten Angriff überlegen, doch Miikka Kiprusoff, Jarome Iginla und Dion Phaneuf hielten Calgary lange im Rennen. Im letzten und entscheidenden Spiel trumpfte Altstar Jeremy Roenick mit Torbeteiligungen an vier der fünf Tore San Joses groß auf.
| 9. April 2008 19.00 Uhr (Ortszeit) | San Jose Sharks Ryane Clowe (6:06) Ryane Clowe (59:03) | 2:3 (1:2, 0:1, 1:0) Spielbericht Stand: 0:1 | Calgary Flames Stéphane Yelle (2:47) Dion Phaneuf (5:17) Stéphane Yelle (36:21) | HP Pavilion at San Jose, San José, Kalifornien Zuschauer: 17.496 |

| 10. April 2008 19.00 Uhr | San Jose Sharks Joe Pavelski (24:56) Torrey Mitchell (38:09) | 2:0 (0:0, 2:0, 0:0) Spielbericht Stand: 1:1 | Calgary Flames | HP Pavilion at San Jose, San José, Kalifornien Zuschauer: 17.496 |

| 13. April 2008 20.00 Uhr | Calgary Flames Jarome Iginla (13:22) Daymond Langkow (30:14) Dion Phaneuf (41:18) Owen Nolan (56:15) | 4:3 (1:3, 1:0, 2:0) Spielbericht Stand: 2:1 | San Jose Sharks Ryane Clowe (1:31) Patrick Marleau (3:19) Douglas Murray (3:33) | Pengrowth Saddledome, Calgary, Alberta Zuschauer: 19.289 |

| 15. April 2008 20.00 Uhr | Calgary Flames Jarome Iginla (3:19) Dion Phaneuf (38:29) | 2:3 (1:0, 1:1, 0:2) Spielbericht Stand: 2:2 | San Jose Sharks Ryane Clowe (30:56) Jonathan Cheechoo (55:06) Joe Thornton (59:50) | Pengrowth Saddledome, Calgary, Alberta Zuschauer: 19.289 |

| 17. April 2008 19.00 Uhr | San Jose Sharks Joe Pavelski (31:32) Patrick Marleau (38:07) Jonathan Cheechoo (44:52) Jonathan Cheechoo (48:22) | 4:3 (0:0, 2:1, 2:2) Spielbericht Stand: 3:2 | Calgary Flames Jarome Iginla (24:03) Daymond Langkow (49:06) David Moss (58:43) | HP Pavilion at San Jose, San José, Kalifornien Zuschauer: 17.496 |

| 20. April 2008 18.00 Uhr | Calgary Flames Owen Nolan (11:33) Daymond Langkow (39:03) | 2:0 (1:0, 1:0, 0:0) Spielbericht Stand: 3:3 | San Jose Sharks | Pengrowth Saddledome, Calgary, Alberta Zuschauer: 19.289 |

| 22. April 2008 19.00 Uhr | San Jose Sharks Joe Thornton (10:57) Jeremy Roenick (26:04) Jeremy Roenick (29:04) Joe Pavelski (34:01) Devin Setoguchi (34:53) | 5:3 (1:1, 4:1, 0:1) Spielbericht Stand: 4:3 | Calgary Flames Jarome Iginla (12:23) Owen Nolan (23:33) Wayne Primeau (45:18) | HP Pavilion at San Jose, San José, Kalifornien Zuschauer: 17.496 |

#### (3) Minnesota Wild – (6) Colorado Avalanche
Deutlich enger und ausgeglichener, als es das Endergebnis von 4:2-Siegen für Colorado vermuten ließ, verlief die Serie zwischen den Northwest-Division-Rivalen Minnesota Wild und Colorado Avalanche. Fünf der sechs Spiele endeten mit nur einem Tor Unterschied, davon weitere drei erst in der Overtime.
Nachdem die ersten drei Partien erst in der Verlängerung entschieden worden waren, setzte die Avalanche im vierten Spiel mit einem 5:1-Sieg ein Ausrufezeichen und drehte die Serie zu ihren Gunsten. Das starke Auftreten ihres Torhüters José Théodore in den beiden folgenden Partien sicherte Colorado den Einzug in die nächste Runde. Minnesotas Topscorer der regulären Saison, Marián Gáborík, enttäuschte mit nur einer einzigen Torvorlage im sechsten Spiel auf ganzer Linie. Bei Colorado zeichnete sich Andrew Brunette mit drei Treffern zur zwischenzeitlichen 1:0-Führung aus.
| 9. April 2008 20.00 Uhr (Ortszeit) | Minnesota Wild Mikko Koivu (43:02) Todd Fedoruk (46:13) | 2:3 n. V. (0:0, 0:2, 2:0, 0:1) Spielbericht Stand: 0:1 | Colorado Avalanche Kurt Sauer (21:29) Ryan Smyth (33:08) Joe Sakic (71:11) | Xcel Energy Center, Saint Paul, Minnesota Zuschauer: 19.352 |

| 11. April 2008 20.00 Uhr | Minnesota Wild Pavol Demitra (41:37) Mikko Koivu (58:09) Keith Carney (61:14) | 3:2 n. V. (0:1, 0:0, 2:1, 1:0) Spielbericht Stand: 1:1 | Colorado Avalanche Peter Forsberg (17:06) Milan Hejduk (59:16) | Xcel Energy Center, Saint Paul, Minnesota Zuschauer: 19.360 |

| 14. April 2008 20.00 Uhr | Colorado Avalanche Andrew Brunette (15:19) Joe Sakic (54:56) | 2:3 n. V. (1:0, 0:0, 1:2, 0:1) Spielbericht Stand: 1:2 | Minnesota Wild Mikko Koivu (47:13) Brian Rolston (51:32) Pierre-Marc Bouchard (71:58) | Pepsi Center, Denver, Colorado Zuschauer: 18.007 |

| 15. April 2008 20.00 Uhr | Colorado Avalanche Andrew Brunette (4:01) Wojtek Wolski (5:37) Tyler Arnason (11:08) Ruslan Salej (27:42) Milan Hejduk (36:14) | 5:1 (3:0, 2:0, 0:1) Spielbericht Stand: 2:2 | Minnesota Wild Mikko Koivu (43:11) | Pepsi Center, Denver, Colorado Zuschauer: 18.007 |

| 17. April 2008 20.00 Uhr | Minnesota Wild Pierre-Marc Bouchard (19:20) Brian Rolston (59:57) | 2:3 (1:1, 0:0, 1:2) Spielbericht Stand: 2:3 | Colorado Avalanche Andrew Brunette (12:24) Wojtek Wolski (45:06) Paul Stastny (46:25) | Xcel Energy Center, Saint Paul, Minnesota Zuschauer: 19.364 |

| 19. April 2008 20.00 Uhr | Colorado Avalanche Ben Guité (8:02) Ryan Smyth (32:20) | 2:1 (1:0, 1:1, 0:0) Spielbericht Stand: 4:2 | Minnesota Wild Aaron Voros (20:36) | Pepsi Center, Denver, Colorado Zuschauer: 18.007 |

#### (4) Anaheim Ducks – (5) Dallas Stars
Deutlich einseitiger als von vielen erwartet verlief die Serie zwischen dem Stanley-Cup-Titelverteidiger Anaheim Ducks und den Dallas Stars, die die Serie problemlos mit vier Siegen aus sechs Spielen gewinnen konnten. Durch das Ausscheiden der Ducks qualifizierte sich der amtierende Titelträger zum fünften Mal in Folge nicht für die zweite Runde.
Bereits im ersten Spiel unterstrichen die Dallas Stars ihre Dominanz über den Division-Rivalen mit einem 4:0-Sieg, bei dem sie alleine drei Tore im Powerplay erzielten. Die Offensive der Stars um Mike Ribeiro, Brenden Morrow, Mike Modano und Brad Richards nutzte die Schwächen der Defensive und von Jean-Sébastien Giguère im Tor der Ducks rigoros aus. Zudem schaltete Dallas’ Torwart Marty Turco die Offensive des Gegners mit Ausnahme des dritten und fünften Spiels weitestgehend aus, woran auch das Comeback von Corey Perry nichts änderte.
| 10. April 2008 19.00 Uhr (Ortszeit) | Anaheim Ducks | 0:4 (0:2, 0:2, 0:0) Spielbericht Stand: 0:1 | Dallas Stars Steve Ott (11:25) Loui Eriksson (17:34) Jere Lehtinen (23:58) Brenden Morrow (37:22) | Honda Center, Anaheim, Kalifornien Zuschauer: 17.191 |

| 12. April 2008 19.00 Uhr | Anaheim Ducks Teemu Selänne (23:41) Travis Moen (36:19) | 2:5 (0:1, 2:1, 0:3) Spielbericht Stand: 0:2 | Dallas Stars Mike Ribeiro (6:28) Jere Lehtinen (21:28) Mike Modano (45:47) Brad Richards (46:42) Loui Eriksson (54:36) | Honda Center, Anaheim, Kalifornien Zuschauer: 17.181 |

| 15. April 2008 19.30 Uhr | Dallas Stars Brenden Morrow (45:43) Brenden Morrow (47:22) | 2:4 (0:3, 0:1, 2:0) Spielbericht Stand: 2:1 | Anaheim Ducks Todd Marchant (6:39) Ryan Getzlaf (10:09) Chris Pronger (14:31) Chris Pronger (25:34) | American Airlines Center, Dallas, Texas Zuschauer: 18.532 |

| 17. April 2008 19.00 Uhr | Dallas Stars Joel Lundqvist (16:39) Stu Barnes (49:01) Steve Ott (57:17) | 3:1 (1:0, 0:0, 2:1) Spielbericht Stand: 3:1 | Anaheim Ducks Mathieu Schneider (59:52) | American Airlines Center, Dallas, Texas Zuschauer: 18.532 |

| 18. April 2008 19.30 Uhr | Anaheim Ducks Corey Perry (8:25) Ryan Getzlaf (31:03) Teemu Selänne (40:48) Sean O’Donnell (52:05) Todd Marchant (58:36) | 5:2 (1:1, 1:0, 3:1) Spielbericht Stand: 2:3 | Dallas Stars Mattias Norström (18:27) Mike Ribeiro (44:41) | Honda Center, Anaheim, Kalifornien Zuschauer: 17.199 |

| 20. April 2008 20.00 Uhr | Dallas Stars Stéphane Robidas (41:18) Stu Barnes (42:10) Loui Eriksson (57:42) Mike Modano (59:56) | 4:1 (0:0, 0:1, 4:0) Spielbericht Stand: 4:2 | Anaheim Ducks Corey Perry (22:11) | American Airlines Center, Dallas, Texas Zuschauer: 18.532 |

## Conference-Halbfinale

### Eastern Conference

#### (1) Canadiens de Montréal – (6) Philadelphia Flyers
Mehr als deutlich gewannen die Philadelphia Flyers ihre Serie gegen die Canadiens de Montréal, den Primus der regulären Saison der Eastern Conference, obwohl sie in selbiger noch alle vier Begegnungen verloren hatten. Am Ende gaben die unterschiedlichen Torhüterleistungen den Ausschlag für den 4:1-Sieg der Flyers.
Nachdem Philadelphia die Auftaktpartie im Centre Bell trotz langer Führung und einiger unglücklicher Entscheidungen des Refereegespanns in der Overtime verloren hatte, gewannen sie die folgenden vier Partien klar. Dabei nutzten sie vor allem die Unerfahrenheit des 20-jährigen Carey Price im Tor der Canadiens aus, der in den ersten drei Partien sowie in der fünften nicht an die Leistungen der ersten Playoff-Runde anknüpfen konnte. Auch sein zeitweiliger Vertreter Jaroslav Halák erfüllte die Anforderungen nicht. Ganz anders präsentierte sich Martin Biron im Tor der Flyers, der ein sicherer Rückhalt war und Montréals Angriffsbemühungen standhielt. Zudem konnten sie in der Offensive auf R. J. Umberger vertrauen, der in den fünf Spielen acht Tore erzielte.
| 24. April 2008 19.00 Uhr (Ortszeit) | Canadiens de Montréal Andrej Kaszizyn (29:44) Alexei Kowaljow (36:03) Alexei Kowaljow (59:31) Tom Kostopoulos (60:48) | 4:3 n. V. (0:2, 2:0, 1:1, 1:0) Spielbericht Stand: 1:0 | Philadelphia Flyers R. J. Umberger (13:15) Jim Dowd (16:49) Joffrey Lupul (40:19) | Centre Bell, Montréal, Québec Zuschauer: 21.273 |

| 26. April 2008 19.00 Uhr | Canadiens de Montréal Saku Koivu (16:18) Andrei Markow (41:26) | 2:4 (1:2, 0:1, 1:1) Spielbericht Stand: 1:1 | Philadelphia Flyers R. J. Umberger (5:53) Jeff Carter (8:39) Daniel Brière (33:33) R. J. Umberger (57:39) | Centre Bell, Montréal, Québec Zuschauer: 21.273 |

| 28. April 2008 19.00 Uhr | Philadelphia Flyers Scottie Upshall (27:04) Mike Richards (35:12) R. J. Umberger (38:19) | 3:2 (0:0, 3:0, 0:2) Spielbericht Stand: 2:1 | Canadiens de Montréal Tomáš Plekanec (47:29) Saku Koivu (48:41) | Wachovia Center, Philadelphia, Pennsylvania Zuschauer: 19.849 |

| 30. April 2008 19.00 Uhr | Philadelphia Flyers R. J. Umberger (27:47) Scott Hartnell (46:47) Daniel Brière (56:22) R. J. Umberger (59:58) | 4:2 (0:0, 1:0, 3:2) Spielbericht Stand: 3:1 | Canadiens de Montréal Tomáš Plekanec (52:59) Saku Koivu (53:36) | Wachovia Center, Philadelphia, Pennsylvania Zuschauer: 19.872 |

| 3. Mai 2008 19.00 Uhr | Canadiens de Montréal Tomáš Plekanec (4:29) Alexei Kowaljow (11:28) Christopher Higgins (28:15) Andrej Kaszizyn (42:13) | 4:6 (2:1, 1:3, 1:2) Spielbericht Stand: 1:4 | Philadelphia Flyers R. J. Umberger (10:20) Mike Richards (34:02) R. J. Umberger (35:44) Scott Hartnell (37:00) Scottie Upshall (56:56) Mike Knuble (59:10) | Centre Bell, Montréal, Québec Zuschauer: 21.273 |

#### (2) Pittsburgh Penguins – (5) New York Rangers
Die Pittsburgh Penguins zeigten sich auch im Halbfinale ohne große Probleme mit ihrem Gegner. Nachdem sie bereits die Ottawa Senators im Viertelfinale mit 4:0 ausgeschaltet hatten, besiegten sie auch den Divisionrivalen New York Rangers deutlich in fünf Spielen mit 4:1. In der regulären Saison waren sie noch in fünf der acht Partien unterlegen gewesen.
Pittsburgh konnte sich im Verlauf der Serie vor allem auf seine ausgewogene Offensive um Sidney Crosby, Jewgeni Malkin und Marián Hossa verlassen, die lediglich im vierten Spiel komplett ausgeschaltet werden konnte. Dabei hatten die Rangers durchaus Möglichkeiten, die Serie ausgeglichener zu gestalten, da sie in der ersten Partie eine zwischenzeitliche 3:0-Führung noch aus der Hand gaben. In den folgenden Partien spielten zumeist die Leistungen der Torhüter eine wichtige Rolle, wobei Pittsburghs Marc-André Fleury etwas glücklicher agierte als New Yorks Henrik Lundqvist. Mit sieben Scorerpunkten trumpfte Stürmer Jaromír Jágr auf Seiten New Yorks auf. Überschattet wurde die Serie von der Milzruptur des Rangers-Spielers Sean Avery.
| 25. April 2008 19.00 Uhr (Ortszeit) | Pittsburgh Penguins Jarkko Ruutu (28:13) Pascal Dupuis (28:27) Marián Hossa (44:40) Petr Sýkora (45:00) Jewgeni Malkin (58:19) | 5:4 (0:1, 2:2, 3:1) Spielbericht Stand: 1:0 | New York Rangers Martin Straka (13:40) Chris Drury (21:52) Sean Avery (23:37) Scott Gomez (50:04) | Mellon Arena, Pittsburgh, Pennsylvania Zuschauer: 17.132 |

| 27. April 2008 14.00 Uhr | Pittsburgh Penguins Jordan Staal (33:55) Adam Hall (59:43) | 2:0 (0:0, 1:0, 1:0) Spielbericht Stand: 2:0 | New York Rangers | Mellon Arena, Pittsburgh, Pennsylvania Zuschauer: 17.132 |

| 29. April 2008 19.00 Uhr | New York Rangers Martin Straka (14:32) Ryan Callahan (32:07) Jaromír Jágr (33:11) | 3:5 (1:3, 2:1, 0:1) Spielbericht Stand: 0:3 | Pittsburgh Penguins Marián Hossa (1:02) Georges Laraque (16:17) Jewgeni Malkin (17:41) Jewgeni Malkin (37:53) Ryan Malone (42:30) | Madison Square Garden, New York City, New York Zuschauer: 18.200 |

| 1. Mai 2008 19.00 Uhr | New York Rangers Jaromír Jágr (32:45) Brandon Dubinsky (40:44) Jaromír Jágr (59:46) | 3:0 (0:0, 2:0, 1:0) Spielbericht Stand: 1:3 | Pittsburgh Penguins | Madison Square Garden, New York City, New York Zuschauer: 18.200 |

| 4. Mai 2008 14.00 Uhr | Pittsburgh Penguins Marián Hossa (28:45) Jewgeni Malkin (32:40) Marián Hossa (67:10) | 3:2 n. V. (0:0, 2:0, 0:2, 1:0) Spielbericht Stand: 4:1 | New York Rangers Lauri Korpikoski (42:03) Nigel Dawes (43:25) | Mellon Arena, Pittsburgh, Pennsylvania Zuschauer: 17.132 |

### Western Conference

#### (1) Detroit Red Wings – (6) Colorado Avalanche
Ohne große Probleme gestalteten die Detroit Red Wings ihren Auftritt im Conference-Halbfinale gegen den großen Rivalen der späten 1990er Jahre, die Colorado Avalanche. Nachdem Detroit bereits in der regulären Saison in den vier Partien ungeschlagen geblieben war und dabei nur zwei Gegentore hatte hinnehmen müssen, gewannen sie auch die Playoff-Serie deutlich mit einem 4:0-Sweep.
Die Red Wings dominierten die Avalanche auf ganzer Linie. Dabei waren die Stürmer Johan Franzén mit insgesamt zehn Punkten, davon neun Tore, was einen Rekord für eine vier Spiele umfassende Serie darstellte, Henrik Zetterberg mit neun Punkten und Pawel Dazjuk mit acht ein nie zu beherrschender Faktor für die Defensive Colorados. Zudem präsentierte sich der zuvor im Viertelfinale stark auftrumpfende Torhüter José Théodore schwach und auch sein Vertreter Peter Budaj war bei seinen drei Einwechselungen kein adäquater Ersatz. Des Weiteren hatten sie mit Verletzungen von Peter Forsberg, Ryan Smyth und Paul Stastny zu kämpfen, wodurch Chris Osgood im Tor der Red Wings wenig Probleme mit der Offensive Colorados hatte, aus der nur Joe Sakic herausstach.
| 24. April 2008 19.30 Uhr (Ortszeit) | Detroit Red Wings Henrik Zetterberg (9:46) Daniel Cleary (13:48) Johan Franzén (17:23) Johan Franzén (21:13) | 4:3 (3:1, 1:2, 0:0) Spielbericht Stand: 1:0 | Colorado Avalanche Paul Stastny (8:53) John-Michael Liles (25:17) Milan Hejduk (36:29) | Joe Louis Arena, Detroit, Michigan Zuschauer: 20.066 |

| 26. April 2008 15.00 Uhr | Detroit Red Wings Johan Franzén (4:22) Johan Franzén (24:04) Valtteri Filppula (25:42) Henrik Zetterberg (30:11) Johan Franzén (48:47) | 5:1 (1:0, 3:0, 1:1) Spielbericht Stand: 2:0 | Colorado Avalanche Ian Laperrière (42:38) | Joe Louis Arena, Detroit, Michigan Zuschauer: 20.066 |

| 29. April 2008 20.00 Uhr | Colorado Avalanche Cody McLeod (5:17) Andrew Brunette (28:08) Andrew Brunette (45:19) | 3:4 (1:2, 1:2, 1:0) Spielbericht Stand: 0:3 | Detroit Red Wings Pawel Dazjuk (12:14) Johan Franzén (13:12) Pawel Dazjuk (26:36) Henrik Zetterberg (32:24) | Pepsi Center, Denver, Colorado Zuschauer: 18.007 |

| 1. Mai 2008 20.00 Uhr | Colorado Avalanche Tyler Arnason (6:51) John-Michael Liles (50:26) | 2:8 (1:3, 0:4, 1:1) Spielbericht Stand: 0:4 | Detroit Red Wings Mikael Samuelsson (4:33) Tomas Holmström (18:34) Johan Franzén (19:21) Henrik Zetterberg (22:15) Henrik Zetterberg (25:45) Johan Franzén (31:37) Johan Franzén (37:15) Mikael Samuelsson (48:02) | Pepsi Center, Denver, Colorado Zuschauer: 18.007 |

#### (2) San Jose Sharks – (5) Dallas Stars
Einen eher untypischen Verlauf nahm die Serie zwischen den San Jose Sharks und den Dallas Stars, die die Stars mit 4:2 für sich entscheiden konnten, nachdem sie zwischenzeitlich schon mit 3:0 geführt hatten. Dabei waren die Partien – wie auch schon die acht Begegnungen in der regulären Saison – hart umkämpft. Vier Spiele endeten in der Overtime, darunter das achtlängste der NHL-Historie.
Mit einem starken Marty Turco im Tor und einer funktionierenden Offensive, die die schwachen Vorstellungen Jewgeni Nabokows ausnutzte, gewann Dallas die ersten drei Partien, darunter zwei im HP Pavilion, obwohl sie stets in Rückstand geraten waren. San Jose schlug jedoch, trotz Rückständen in beiden Partien, mit zwei knappen Siegen zurück und machte die zuvor deutliche Ausgangslage wieder spannend. Dies war zuvor nur elf Mannschaften in der NHL-Geschichte gelungen. Im sechsten Spiel dauerte es dann 129:03 Minuten, ehe Kapitän Brenden Morrow mit dem 2:1-Siegtreffer die Dallas Stars in der vierten Overtime erlöste.
| 25. April 2008 19.00 Uhr (Ortszeit) | San Jose Sharks Milan Michálek (24:50) Jonathan Cheechoo (56:58) | 2:3 n. V. (0:0, 1:2, 1:0, 0:1) Spielbericht Stand: 0:1 | Dallas Stars Mike Modano (26:06) Brenden Morrow (29:09) Brenden Morrow (64:39) | HP Pavilion at San Jose, San José, Kalifornien Zuschauer: 17.496 |

| 27. April 2008 18.00 Uhr | San Jose Sharks Joe Pavelski (10:13) Milan Michálek (34:54) | 2:5 (1:1, 1:0, 0:4) Spielbericht Stand: 0:2 | Dallas Stars Mike Ribeiro (15:37) Brad Richards (40:32) Mike Modano (43:39) Niklas Hagman (53:55) Niklas Hagman (58:45) | HP Pavilion at San Jose, San José, Kalifornien Zuschauer: 17.496 |

| 29. April 2008 18.30 Uhr | Dallas Stars Sergei Subow (40:47) Mattias Norström (64:37) | 2:1 n. V. (0:1, 0:0, 1:0, 1:0) Spielbericht Stand: 3:0 | San Jose Sharks Patrick Marleau (19:25) | American Airlines Center, Dallas, Texas Zuschauer: 18.532 |

| 30. April 2008 20.00 Uhr | Dallas Stars Jere Lehtinen (25:25) | 1:2 (0:0, 1:1, 0:1) Spielbericht Stand: 3:1 | San Jose Sharks Patrick Marleau (29:19) Milan Michálek (43:26) | American Airlines Center, Dallas, Texas Zuschauer: 18.584 |

| 2. Mai 2008 19.00 Uhr | San Jose Sharks Milan Michálek (46:20) Brian Campbell (51:07) Joe Pavelski (61:05) | 3:2 n. V. (0:0, 0:2, 2:0, 1:0) Spielbericht Stand: 2:3 | Dallas Stars Jere Lehtinen (26:14) Brenden Morrow (39:04) | HP Pavilion at San Jose, San José, Kalifornien Zuschauer: 17.496 |

| 4. Mai 2008 20.00 Uhr | Dallas Stars Antti Miettinen (24:49) Brenden Morrow (129:03) | 2:1 n. V. (0:0, 1:0, 0:1, 0:0, 0:0, 0:0, 1:0) Spielbericht Stand: 4:2 | San Jose Sharks Ryane Clowe (41:39) | American Airlines Center, Dallas, Texas Zuschauer: 18.532 |

## Conference-Finale

### Eastern Conference

#### (2) Pittsburgh Penguins – (6) Philadelphia Flyers
Fast problemlos erreichten die Pittsburgh Penguins das Stanley-Cup-Finale durch einen 4:1-Sieg im Eastern-Conference-Finale gegen den Lokalrivalen Philadelphia Flyers im sogenannten „Battle of Pennsylvania“. Es war der erste Sieg der Penguins in einer Playoff-Serie gegen die Flyers überhaupt und der erste Einzug in die Finalserie, verbunden mit dem Gewinn der Prince of Wales Trophy, seit der Saison 1991/92. Beide Teams waren im Verlauf der regulären Saison aufgrund ihrer Eingruppierung in die Atlantic Division acht Mal aufeinandergetroffen, wobei Philadelphia fünf Partien – davon jedoch nur eine der letzten vier – hatte gewinnen können.
Bereits im ersten Spiel untermauerten die Pittsburgh Penguins ihre Favoritenstellung gegenüber dem schwächsten Team der Vorsaison und gewannen die Partie in der heimischen Mellon Arena dank ihres Sturmduos Sidney Crosby und Jewgeni Malkin mit 4:2, obwohl sie in einem offensivgeführten Anfangsdrittel zwischenzeitlich mit 1:2 zurückgelegen hatten. Die Flyers mussten erstmals in den Playoffs auf ihren stärksten Verteidiger, den Finnen Kimmo Timonen, wegen einer Verletzung verzichten, was ihnen Probleme bereitete. Eine weitere Verletzung bei Braydon Coburn im Verlauf des zweiten Spiels der Serie verschlimmerte die Situation zunehmend für Philadelphia. Pittsburgh gewann schließlich auch das zweite Heimspiel aufgrund zweier Tore im Powerplay mit 4:2 und reiste mit einer 2:0-Führung in der Serie nach Philadelphia, die sich durch die Schiedsrichter benachteiligt fühlten. Im ersten Spiel im Wachovia Center stellten die Penguins die Weichen bereits früh im ersten Drittel durch zwei Tore auf Sieg. Zwar konnten die Flyers durch R. J. Umbergers Anschlusstreffer die Begegnung bis zehn Minuten vor Ende offen halten, doch Ryan Malone und Marián Hossa mit ihren Treffern und ein überragender Marc-André Fleury im Tor besiegelten den dritten Sieg der Pittsburgh Penguins in Folge. Mit der Chance auf einen Sweep ging Pittsburgh in die vierte Partie, agierte dort jedoch zu vorsichtig. Philadelphia setzte dem mit einer geänderten Taktik entgegen und konnte die gefährliche Offensive Pittsburghs ausschalten. Mit drei Treffern im ersten Drittel, darunter der erste ihres bisherigen Topscorers Daniel Brière, schaffte Philadelphia den Grundstein für den 4:2-Sieg, der durch zwei Tore von Penguins-Spieler Jordan Staal im Schlussdrittel kurzzeitig noch einmal gefährdet war. Für die Entscheidung sorgten die Penguins dann schließlich im fünften Spiel zurück in Pittsburgh. Eine hervorragende Offensive, aus der Marián Hossa mit vier und Ryan Malone mit drei Punkten herausstachen, schoss ein nie gefährdetes 6:0 heraus. Fleury krönte seine Leistung in der Serie, die in Pittsburghs Offensivwirbel selten Beachtung fand, mit einem Shutout.
| 9. Mai 2008 19.30 Uhr (Ortszeit) | Pittsburgh Penguins Petr Sýkora (6:19) Sidney Crosby (14:11) Jewgeni Malkin (19:53) Jewgeni Malkin (24:50) | 4:2 (3:2, 1:0, 0:0) Spielbericht Stand: 1:0 | Philadelphia Flyers Mike Richards (8:30) Mike Richards (12:50) | Mellon Arena, Pittsburgh, Pennsylvania Zuschauer: 17.132 |

| 11. Mai 2008 19.30 Uhr | Pittsburgh Penguins Sidney Crosby (10:48) Marián Hossa (33:43) Maxime Talbot (48:51) Jordan Staal (59:31) | 4:2 (1:0, 1:2, 2:0) Spielbericht Stand: 2:0 | Philadelphia Flyers Jeff Carter (25:46) Mike Richards (39:36) | Mellon Arena, Pittsburgh, Pennsylvania Zuschauer: 17.132 |

| 13. Mai 2008 19.30 Uhr | Philadelphia Flyers R. J. Umberger (10:59) | 1:4 (1:2, 0:0, 0:2) Spielbericht Stand: 0:3 | Pittsburgh Penguins Ryan Whitney (5:03) Marián Hossa (7:41) Ryan Malone (49:58) Marián Hossa (59:06) | Wachovia Center, Philadelphia, Pennsylvania Zuschauer: 19.965 |

| 15. Mai 2008 19.30 Uhr | Philadelphia Flyers Joffrey Lupul (8:27) Daniel Brière (11:48) Jeff Carter (18:50) Joffrey Lupul (59:27) | 4:2 (3:0, 0:0, 1:2) Spielbericht Stand: 1:3 | Pittsburgh Penguins Jordan Staal (43:16) Jordan Staal (54:11) | Wachovia Center, Philadelphia, Pennsylvania Zuschauer: 19.972 |

| 18. Mai 2008 15.00 Uhr | Pittsburgh Penguins Ryan Malone (2:30) Jewgeni Malkin (9:50) Marián Hossa (28:24) Ryan Malone (31:42) Jordan Staal (39:02) Pascal Dupuis (44:03) | 6:0 (2:0, 3:0, 1:0) Spielbericht Stand: 4:1 | Philadelphia Flyers | Mellon Arena, Pittsburgh, Pennsylvania Zuschauer: 17.132 |

### Western Conference

#### (1) Detroit Red Wings – (5) Dallas Stars
Der Presidents'-Trophy-Gewinner Detroit Red Wings sicherte sich durch einen 4:2-Sieg im Western-Conference-Finale gegen die Dallas Stars den ersten Einzug ins Stanley-Cup-Finale seit ihrem Titelgewinn in der Spielzeit 2001/02. Es war zugleich das erste Mal seit 2002, dass die punktbeste Mannschaft der regulären Saison auch ins Meisterschaftsfinale vordrang. Für Detroit war es die insgesamt fünfte Clarence S. Campbell Bowl seit dem erstmaligen Gewinn am Ende der Saison 1994/95. Im Verlauf der regulären Saison war es zu vier Begegnungen zwischen beiden Teams gekommen, von denen die Red Wings drei als Sieger beendet hatten.
Im ersten Spiel der Serie profitierte Detroit von der siebentägigen Pause, die die Spieler aufgrund des klaren Sieges in der vorangegangenen Runde hatten, gegenüber der viertägigen Pause der Dallas-Spieler, die das letzte Spiel ihrer Serie erst in der vierten Verlängerung entschieden hatten. Detroit legte den Grundstein für den ersten Sieg bereits im Anfangsdrittel mit zwei Toren, den sie im Verlauf des zweiten Drittels um weitere zwei Tore auf 4:0 ausbauten. Alleine drei Treffer fielen im Powerplay. Brenden Morrows Treffer zum 1:4 hatte nur noch statischen Wert, obwohl sich Dallas mit der Leistung des Schiedsrichtergespanns unzufrieden zeigte. Auch in der zweiten Partie in der Joe Louis Arena konnten die Red Wings ihren Regenerationsvorteil ausspielen und siegten, trotz einer Verletzung ihres Torjägers Johan Franzén im Vorfeld der Partie, mit 2:1. Im zweiten Drittel der Begegnung hatten die Stars den Ausfall ihres Stürmers Jere Lehtinen verkraften müssen. Überschattet wurde die einseitige Partie durch einen Stockschlag von Dallas’ Mike Ribeiro gegen Detroits Torhüter Chris Osgood nach Spielende, der von der Ligaleitung jedoch ungeahndet blieb. Im ersten Spiel im American Airlines Center in Dallas demonstrierten die Red Wings weiterhin ihre Stärke und kamen zum dritten Sieg in Folge. Während das Angriffsduo Pawel Dazjuk und Henrik Zetterberg mit alleine vier Treffern beim 5:2-Sieg den verletzten Franzén gut vertraten, blieben die Top-Stürmer der Dallas Stars weitestgehend blass. Mit der Chance auf einen erneuten Sweep gingen die Red Wings in die vierte Partie, unterlagen dort jedoch gegen eine stark verbesserte Mannschaft aus Dallas, aus der Torhüter Marty Turco herausstach. Zwar hatte Detroit über das gesamte Spiel Vorteile und ein regulärer Treffer zur vermeintlichen 1:0-Führung war ihnen verwehrt geblieben, doch schien die Serie erstmals ausgeglichener, was den Stars zu einem 3:1-Sieg reichte. Es war Detroits erste Niederlage nach neun Siegen in Folge. Zurück in Detroit setzten die Stars auf die Taktik des vorangegangenen Spiels. Es gelang ihnen, die Offensive der Red Wings nicht zur Entfaltung kommen zu lassen, wobei sie sich weiterhin auf Marty Turco im Tor verlassen konnten. Der 2:1-Sieg, Turcos erster überhaupt in der Joe Louis Arena, verkürzte den Rückstand Dallas’ in der Serie auf 2:3 und machte selbige noch einmal spannend. Die sechste Begegnung war dann früh zu Gunsten der Red Wings entschieden, die bereits kurz nach Beginn des Mitteldrittels mit 4:0 führten. Dabei konnten sie sich auf die Treffsicherheit der Stürmer in den hinteren Sturmreihen verlassen.
| 8. Mai 2008 19.30 Uhr (Ortszeit) | Detroit Red Wings Brian Rafalski (4:28) Johan Franzén (15:34) Tomas Holmström (26:40) Valtteri Filppula (35:37) | 4:1 (2:2, 2:1, 0:0) Spielbericht Stand: 1:0 | Dallas Stars Brenden Morrow (38:53) | Joe Louis Arena, Detroit, Michigan Zuschauer: 20.066 |

| 10. Mai 2008 19.00 Uhr | Detroit Red Wings Darren Helm (5:56) Henrik Zetterberg (15:13) | 2:1 (2:1, 0:0, 0:0) Spielbericht Stand: 2:0 | Dallas Stars Stéphane Robidas (10:41) | Joe Louis Arena, Detroit, Michigan Zuschauer: 20.066 |

| 12. Mai 2008 19.00 Uhr | Dallas Stars Nicklas Grossmann (15:13) Brad Richards (23:47) | 2:5 (1:2, 1:1, 0:2) Spielbericht Stand: 0:3 | Detroit Red Wings Pawel Dazjuk (9:27) Pawel Dazjuk (15:50) Jiří Hudler (31:54) Henrik Zetterberg (41:38) Pawel Dazjuk (57:19) | American Airlines Center, Dallas, Texas Zuschauer: 18.532 |

| 14. Mai 2008 19.00 Uhr | Dallas Stars Loui Eriksson (39:37) Mike Modano (45:35) Brenden Morrow (54:34) | 3:1 (0:0, 1:0, 2:1) Spielbericht Stand: 1:3 | Detroit Red Wings Henrik Zetterberg (40:49) | American Airlines Center, Dallas, Texas Zuschauer: 18.532 |

| 17. Mai 2008 13.30 Uhr | Detroit Red Wings Jiří Hudler (15:30) | 1:2 (1:1, 0:1, 0:0) Spielbericht Stand: 3:2 | Dallas Stars Trevor Daley (9:21) Joel Lundqvist (26:04) | Joe Louis Arena, Detroit, Michigan Zuschauer: 20.066 |

| 19. Mai 2008 19.00 Uhr | Dallas Stars Stéphane Robidas (42:27) | 1:4 (0:3, 0:1, 0:1) Spielbericht Stand: 2:4 | Detroit Red Wings Kris Draper (3:45) Pawel Dazjuk (11:41) Dallas Drake (16:17) Henrik Zetterberg (23:11) | American Airlines Center, Dallas, Texas Zuschauer: 18.584 |

## Stanley-Cup-Finale

### (W1) Detroit Red Wings – (E2) Pittsburgh Penguins

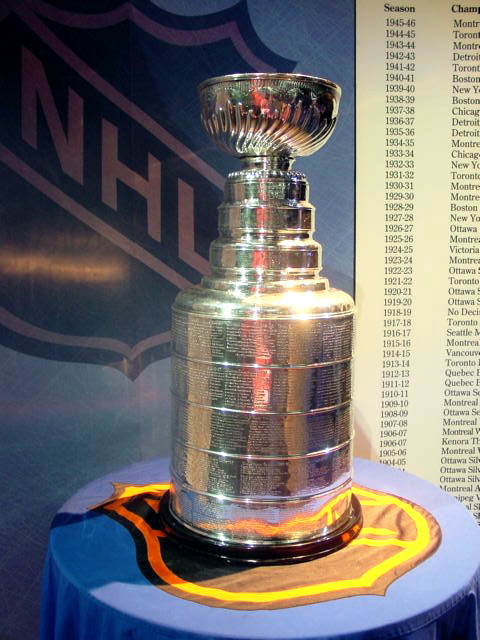
Der Stanley Cup für den Gewinner der Playoffs

Aufgrund der Ergebnisse in den vorangegangenen Runden trafen in der Finalserie um den Stanley Cup die Detroit Red Wings, als bestes Team der Western Conference, auf die Pittsburgh Penguins, das beste Team der Eastern Conference. Bereits in der regulären Saison hatten sich beide Mannschaften für eine Finalteilnahme empfohlen, da Detroit selbige mit dem besten Rekord der Western Conference und dem Gewinn der Presidents’ Trophy abgeschlossen hatte. Pittsburgh war hinter den Canadiens de Montréal das zweitbeste Team der Eastern Conference. Der letzte Titelgewinn der Detroit Red Wings datierte aus der Saison 2001/02, während die Pittsburgh Penguins letztmals in der Spielzeit 1991/92 die Trophäe errungen hatten. Es war die erste Playoff-Serie, die beide Franchises in ihren bisher 41 gemeinsamen Jahren in der Liga seit 1967 gegeneinander bestritten. Zuletzt waren Franchises aus Pittsburgh und Detroit in der Major-League-Baseball-World-Series 1909 aufeinandergetroffen. Damals konnten die Pittsburgh Pirates die Detroit Tigers in einer sieben Spiele umfassenden Serie schlagen.
Die Red Wings und Penguins waren aufgrund des Spielplanmodus in der Spielzeit nicht gegeneinander angetreten. Das letzte Aufeinandertreffen hatte es daher zuletzt in der Saison 2006/07 gegeben. Dieses hatte Detroit am 7. Oktober 2006 in der Mellon Arena in Pittsburgh mit 2:0 gewonnen. Der Kader der Detroit Red Wings beinhaltete noch 15 der 20 eingesetzten Spieler von damals, während die Pittsburgh Penguins noch auf zehn Akteure zurückgreifen konnten. Das Durchschnittsalter des Detroiter Kaders lag bei 32,3 Jahren, was einen deutlichen Unterschied zu den 27,9 Jahren der Penguins bedeutete. Dieser Erfahrungsüberschuss der Red Wings spiegelte sich auch in der Anzahl an bereits gewonnenen Stanley Cups wider. Detroit konnte auf zehn Spieler zurückgreifen, die bisher kumuliert 23 Titel gewinnen konnten. Pittsburgh standen lediglich drei Spieler mit insgesamt vier Titelgewinnen zur Verfügung.

#### Spiel 1
| 24. Mai 2008 20.00 Uhr (Ortszeit) | Detroit Red Wings Mikael Samuelsson (33:01) Mikael Samuelsson (42:16) Daniel Cleary (57:18) Henrik Zetterberg (59:47) | 4:0 (0:0, 1:0, 3:0) Spielbericht Stand: 1:0 | Pittsburgh Penguins | Joe Louis Arena, Detroit, Michigan Zuschauer: 20.066 |

Gleich im ersten Spiel der Serie unterstrichen die Detroit Red Wings in der heimischen Joe Louis Arena vor 20.066 Zuschauern ihre Favoritenrolle und besiegten die Pittsburgh Penguins deutlich mit 4:0. Dabei feierte Detroits Torhüter Chris Osgood einen Shutout und Stürmer Mikael Samuelsson konnte sich als Doppeltorschütze auszeichnen.
Nach einem torlosen und ausgeglichenen Anfangsdrittel, in dem Detroit ein umstrittenes Tor durch Nicklas Lidström wegen vermeintlicher Torwartbehinderung durch Tomas Holmström nicht anerkannt worden war, übernahmen die Red Wings im zweiten Abschnitt die Kontrolle über die Partie. Die Überlegenheit Detroits führte in der 34. Spielminute zur 1:0-Führung durch Mikael Samuelsson, der Marc-André Fleury im Tor Pittsburghs mit einem Bauerntrick überwinden konnte. Pittsburgh agierte mit zu viel Respekt und auch die Unerfahrenheit, die zu vielen Unzulänglichkeiten im Spielaufbau führte, nutzen die erfahrenen Spieler Detroit im Schlussdrittel aus. Zunächst konnte Samuelsson nach 43 gespielten Minuten auf 2:0 erhöhen, nachdem er sich den Puck in der gegnerischen Angriffszone erkämpft hatte. Daniel Cleary sorgte schließlich knapp drei Minuten vor Schluss durch einen Konter in Unterzahl für die Vorentscheidung. Den Schlusspunkt setzte Henrik Zetterberg 13 Sekunden vor Spielende mit einem Powerplay-Tor.

#### Spiel 2
| 26. Mai 2008 20.00 Uhr | Detroit Red Wings Brad Stuart (6:55) Tomas Holmström (11:18) Valtteri Filppula (48:48) | 3:0 (2:0, 0:0, 1:0) Spielbericht Stand: 2:0 | Pittsburgh Penguins | Joe Louis Arena, Detroit, Michigan Zuschauer: 20.066 |

Auch in der zweiten Partie gelang es den Detroit Red Wings vor erneut ausverkaufter Kulisse einen Heimsieg gegen die Pittsburgh Penguins einzufahren. Dabei blieb Torwart Chris Osgood beim 3:0-Sieg zum wiederholten Mal ohne Gegentreffer. Auf Seiten Detroits kehrte der seit dem zweiten Conference-Finale verletzte Johan Franzén in den Kader zurück, während Pittsburghs Trainer Michel Therrien den erfahrenen Gary Roberts für die Begegnung nominierte.
Bereits in der siebten Spielminute ging Detroit durch einen abgefälschten Schlagschuss von Brad Stuart mit 1:0 in Führung, wodurch die Vorsätze der Penguins, die mit geänderten Reihenbesetzungen im Vergleich zur ersten Partie ins Spiel gegangen waren, schnell verworfen waren. Die Vorarbeit des Finnen Valtteri Filppula war erneut aus einem Fehler im Spielaufbau Pittsburghs resultiert. Knapp viereinhalb Minuten später erhöhte Tomas Holmström mit einem Abstauber auf 2:0 und setzte die Penguins somit zunehmend unter Druck, nicht mit einem Zwei-Spiele-Rückstand in der Serie nach Hause reisen zu müssen. Trotz guter Chancen im ersten und zweiten Drittel gelang es den Spielern aus Pittsburgh jedoch nicht, den Anschlusstreffer zu erzielen, da sie immer wieder am glänzend parierenden Chris Osgood scheiterten. Die mangelhafte Chancenverwertung rächte sich dann im Schlussdrittel, als Valtteri Filppula nach schöner Einzelleistung mit seinem zweiten Scorerpunkt des Abends in der 49. Minute den 3:0-Endstand besiegelte. In den Schlussminuten kam es zu einigen Auseinandersetzungen zwischen den Spielern, die sich gegenseitig zu provozieren versuchten, um damit ein Zeichen für die bevorstehenden Spiele zu setzen.

#### Spiel 3
| 28. Mai 2008 20.00 Uhr | Pittsburgh Penguins Sidney Crosby (17:25) Sidney Crosby (22:34) Adam Hall (47:18) | 3:2 (1:0, 1:1, 1:1) Spielbericht Stand: 1:2 | Detroit Red Wings Johan Franzén (34:48) Mikael Samuelsson (53:37) | Mellon Arena, Pittsburgh, Pennsylvania Zuschauer: 17.132 |

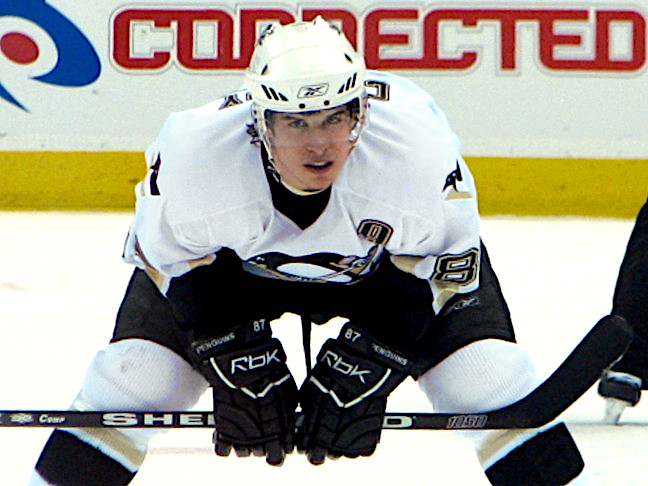
Sidney Crosby erzielte zwei Treffer im dritten Spiel

Mit der Rückkehr in die mit 17.132 Zuschauern ausverkaufte Mellon Arena gerieten die Pittsburgh Penguins zurück in die Erfolgsspur und setzten ihre niederlagenlose Serie auf heimischen Eis in den Playoffs mit einem 3:2-Sieg über die Detroit Red Wings fort. Es war Pittsburghs erster Sieg in der Finalserie. Der herausragende Akteur auf Seiten der Penguins war ihr Mannschaftskapitän Sidney Crosby, der genau 16 Jahre nach dem letzten Titelgewinn Pittsburghs zwei Treffer erzielte.
Nachdem die Pittsburgh Penguins in den ersten beiden Partien ohne jeden Treffer geblieben waren, gelang ihnen in der 18. Spielminute – und nach 138 Minuten Spielzeit in den drei Finalspielen – durch ihren Kapitän Sidney Crosby der erste Treffer, der zugleich die 1:0-Führung nach dem ersten Drittel bedeutete. Dem vorausgegangen war ein schwerwiegender Fehlpass im eigenen Drittel durch Brad Stuart. Zu Beginn des zweiten Durchgangs verhinderte Chris Osgood zunächst ein zweites Tor Pittsburghs. Wenige Sekunden später gelang es Crosby jedoch, ihn erneut zu überwinden und den Spielstand im Powerplay auf 2:0 zu erhöhen. Fünf Minuten vor Ende des Mittelabschnitts verkürzte der wieder genesene Johan Franzén mit einer schönen Einzelleistung auf 1:2. Davon wenig beeindruckt setzten die Penguins ihr Spiel, das im Vergleich zu den ersten beiden Spielen deutlich verbessert war, fort. Nach vier Minuten im Schlussdrittel verpassten sie mit einer Doppelchance den alten Zwei-Tore-Abstand wiederherzustellen, nutzten aber drei Minuten später schließlich eine ihrer Chancen. Nachdem Gary Roberts den Puck im gegnerischen Drittel erkämpft hatte, gelangte dieser zu Adam Hall, der mit Hilfe von Osgoods Beinschoner auf 3:1 erhöhte. Trotz eines Angriffsturms im Anschluss gelang Detroit durch Mikael Samuelsson in der 54. Minute lediglich der Anschlusstreffer.

#### Spiel 4
| 31. Mai 2008 20.00 Uhr | Pittsburgh Penguins Marián Hossa (2:51) | 1:2 (1:1, 0:0, 0:1) Spielbericht Stand: 1:3 | Detroit Red Wings Nicklas Lidström (7:06) Jiří Hudler (42:26) | Mellon Arena, Pittsburgh, Pennsylvania Zuschauer: 17.132 |

Durch einen knappen 2:1-Sieg – gleichzeitig der erste Auswärtssieg im Verlauf der Finalserie – in der erneut ausverkauften Mellon Arena machten die Detroit Red Wings einen großen Schritt in Richtung Cup-Gewinn. Detroit baute dadurch den Vorsprung in der Serie auf 3:1 aus, obwohl sie kurzfristig auf ihren Stürmer Tomas Holmström hatten verzichten müssen, der mit einer Oberschenkelverletzung ausfiel.
Bevor das Spiel begann, gab es zunächst eine Gedenkminute zu Ehren des zwei Tage zuvor tödlich verunglückten Verteidiger der Vancouver Canucks, Luc Bourdon. Nach einer physisch hart geführten Anfangsphase erhielten die Pittsburgh Penguins bereits in der dritten Spielminute ihre erste Möglichkeit im Powerplay, wobei Marián Hossa nach 40 Sekunden Torhüter Chris Osgood auf engstem Raum mit einem Abstauber überwinden konnte. Wenige Minuten später verhinderte die Torlatte die 2:0-Führung für Pittsburgh. Die ungenutzte Chance rächte sich in der achten Minute, als Detroits Verteidiger Nicklas Lidström kurz nach Ablauf einer Strafe für die Penguins mit einem Schlagschuss von der blauen Linie zum 1:1-Ausgleich traf. Der torlose Mittelabschnitt zeigte spielerisch überlegene Pittsburgh Penguins, die jedoch ihre Möglichkeiten vor dem gegnerischen Tor nicht verwandelten. Hingegen scheiterte Pawel Dazjuk auf der Gegenseite am Torpfosten. In der 43. Spielminute bestrafte Jiří Hudler die nervösen Penguins mit seinem ersten Tor in der Serie, als er Marc-André Fleury mit einem Rückhandschuss aus der Drehung in die kurze Ecke bezwingen konnte. Danach besaß Pittsburgh bei einer 5-gegen-3-Überzahl die große Chance zum Ausgleich, jedoch konnten sie Chris Osgood im Tor nicht überwinden. Pittsburghs Jewgeni Malkin blieb auch im vierten Spiel in Folge punkt- und torlos.

#### Spiel 5
| 2. Juni 2008 20.00 Uhr | Detroit Red Wings Darren Helm (22:54) Pawel Dazjuk (46:43) Brian Rafalski (49:23) | 3:4 n. V. (0:2, 1:0, 2:1, 0:0, 0:0, 0:1) Spielbericht Stand: 3:2 | Pittsburgh Penguins Marián Hossa (8:37) Adam Hall (14:41) Maxime Talbot (59:25) Petr Sýkora (109:57) | Joe Louis Arena, Detroit, Michigan Zuschauer: 20.066 |

Im mit 109:57 Minuten Spielzeit fünftlängsten Finalspiel der NHL-Geschichte setzten sich die Pittsburgh Penguins in der abermals ausverkauften Detroiter Joe Louis Arena mit 4:3 in der dritten Overtime durch und wendeten den vorzeitigen Titelgewinn der Detroit Red Wings somit zunächst ab. Der Schütze des entscheidenden Tores war Petr Sýkora. Zudem brillierte Marc-André Fleury im Tor Pittburghs mit 55 gehaltenen Schüssen, davon 24 in der Verlängerung.
Im Gegensatz zu den beiden vorangegangenen Spielen in Detroit erwischten die Pittsburgh Penguins einen guten Start und lagen durch Treffer von Marián Hossa in der neunten Minute und Adam Hall, dessen Schlittschuhkufe von Detroits Verteidiger Niklas Kronwall angeschossen wurde, in der 15. Spielminute zum Ende des ersten Drittels mit 2:0 in Führung. Danach fanden die Gastgeber besser ins Spiel und konnten drei Minuten nach Beginn des Mittelabschnitts durch Darren Helms Schuss, den Rob Scuderi unhaltbar für seinen Torhüter Marc-André Fleury abfälschte, den Anschluss herstellen. Auch im Schlussabschnitt dominierten die Red Wings, die versuchten vor heimischer Kulisse den Cup-Sieg zu erringen. Ein von Pawel Dazjuk abgefälschter Schuss in der 47. und ein Schlagschuss von Brian Rafalski in der 50. Spielminute, die zur 3:2-Führung Detroits führten, ließen daran keinen Zweifel. Bis 35 Sekunden vor Ende der Begegnung blieben die Red Wings in Front, ehe Maxime Talbot, der als sechster Feldspieler für Fleury aufs Eis gekommen war, den Puck von der linken Torecke aus an Chris Osgood vorbeibrachte und die Penguins in die Overtime rettete. Dort dominierte Detroit die erste Verlängerung, scheiterte aber trotz größter Chancen am überragenden Fleury im Tor. Auch im zweiten Abschnitt besaßen die Red Wings die größte Einschussmöglichkeit, die jedoch ebenfalls nicht ausgenutzt wurde, um die endgültige Entscheidung herbeizuführen. Dies rächte sich im dritten Verlängerungsdrittel, als Jiří Hudler auf Seiten Detroits eine vierminütige Strafe erhielt. In der folgenden Überzahlsituation traf schließlich Petr Sýkora zum 4:3 für Pittsburgh, wodurch diese den Rückstand in der Serie auf 2:3 verkürzten.

#### Spiel 6
| 4. Juni 2008 20.00 Uhr | Pittsburgh Penguins Jewgeni Malkin (35:26) Marián Hossa (58:33) | 2:3 (0:1, 1:1, 1:1) Spielbericht Stand: 2:4 | Detroit Red Wings Brian Rafalski (5:03) Valtteri Filppula (28:07) Henrik Zetterberg (47:36) | Mellon Arena, Pittsburgh, Pennsylvania Zuschauer: 17.132 |

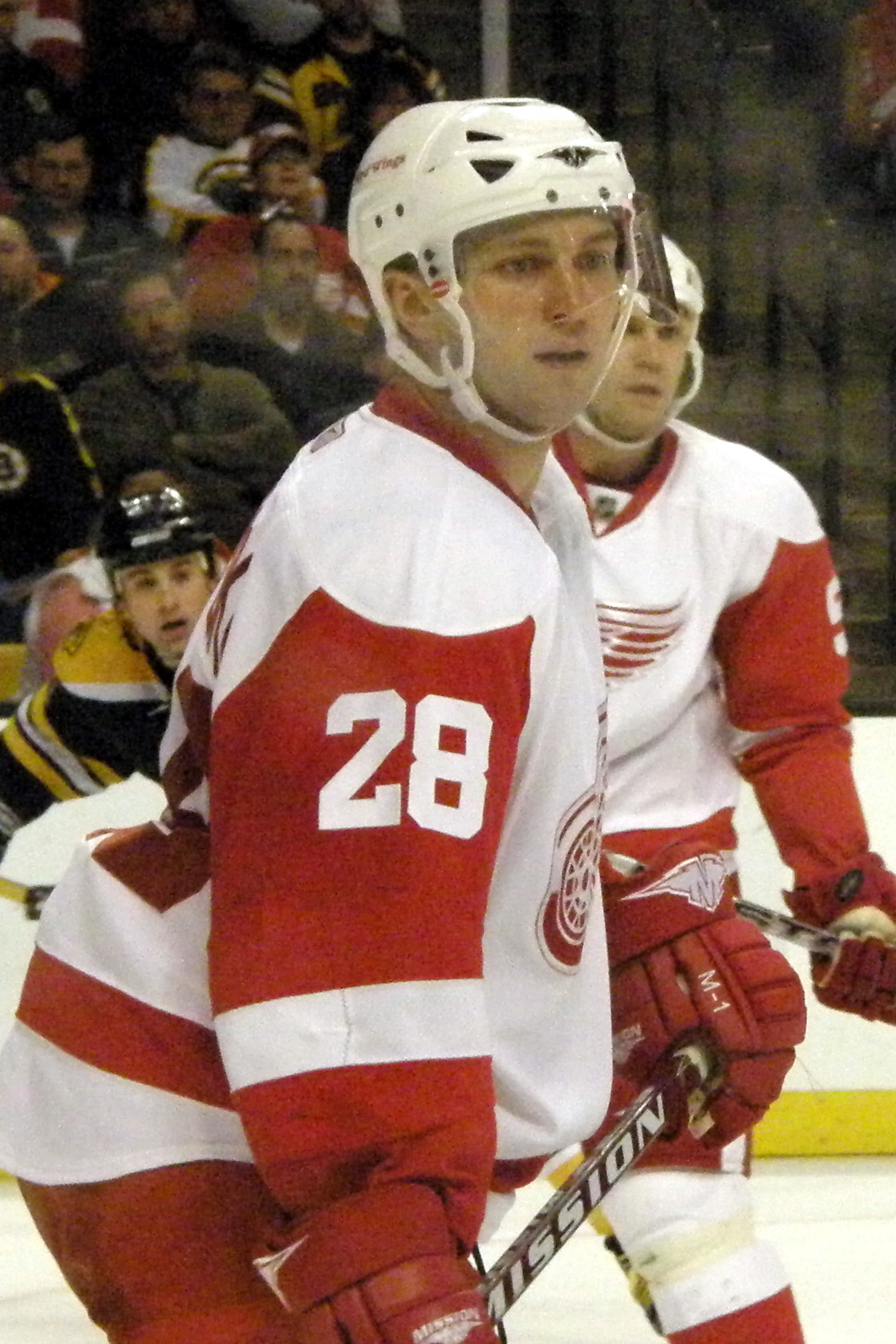
Brian Rafalski besorgte die 1:0-Führung für Detroit in Spiel 6

Das sechste Spiel brachte die Serie noch einmal nach Pittsburgh zurück, wodurch die Pittsburgh Penguins in der mit 17.132 Zuschauern ausverkauften heimischen Mellon Arena die Chance auf den Ausgleich in der Serie hatten. Schließlich sicherten sich jedoch die Detroit Red Wings durch einen 3:2-Sieg den vierten Sieg der Serie und somit ihren insgesamt elften Titelgewinn. Als bester Spieler der Playoffs wurde der Schwede Henrik Zetterberg mit der Conn Smythe Trophy ausgezeichnet, der auch den spielentscheidenden Treffer erzielte.
In einem zerfahrenen ersten Drittel erzielten die Red Wings erstmals seit dem zweiten Spiel der Serie nach fünf gespielten Minuten den 1:0-Führungstreffer. Hal Gill hatte einen Schuss von Brian Rafalski unhaltbar ins eigene Tor abgefälscht. Im Anschluss an die Führung Detroits besaßen die Penguins bei einer Zwei-Mann-Überzahl mehrfach die Chance das Spiel auszugleichen, scheiterten aber entweder an Chris Osgood im Detroiter Tor oder am eigenen Unvermögen. Kurz vor Spielmitte nutzten die Red Wings in Person von Valtteri Filppula eine Unachtsamkeit von Marc-André Fleury, der einen Schuss von Mikael Samuelsson nicht festhalten konnte, aus und erhöhten den Spielstand auf 2:0. Unbeeindruckt davon gelang Pittsburgh gut sieben Minuten später durch Jewgeni Malkins erstes Tor der Serie der Anschlusstreffer, nachdem zwei Minuten zuvor bereits Gary Roberts eine gute Möglichkeit ungenutzt gelassen hatte. Für die vermeintliche Vorentscheidung sorgte dann Henrik Zetterberg in der 48. Spielminute. Ein harmloser Schuss von Zetterberg auf das Tor der Penguins rutschte Fleury unter seinem Beinschoner hindurch, der dann im Rückwärtsfallen den Puck über die Torlinie bugsierte. Pittsburgh steckte auch durch den erneuten Rückschlag nicht auf und erzielte eineinhalb Minuten vor Schluss im Powerplay und mit einem zusätzlichen sechsten Feldspieler das 2:3. Detroit konnte den Vorsprung schließlich über die Zeit retten, obwohl die Penguins wenige Sekunden vor Schluss dem Ausgleich noch einmal nahe kamen.
Für die Detroit Red Wings war es der insgesamt elfte Titelgewinn seit Gründung des Franchises am 25. September 1926 und der vierte in den letzten elf Spieljahren. Mit Henrik Zetterberg gewann ein ausgewiesener Zwei-Wege-Stürmer die Conn Smythe Trophy als wertvollster Spieler der Playoffs. Nach seinem Teamkollegen Nicklas Lidström sechs Jahre zuvor war Zetterberg der zweite europäische Preisträger überhaupt.

### Stanley-Cup-Sieger

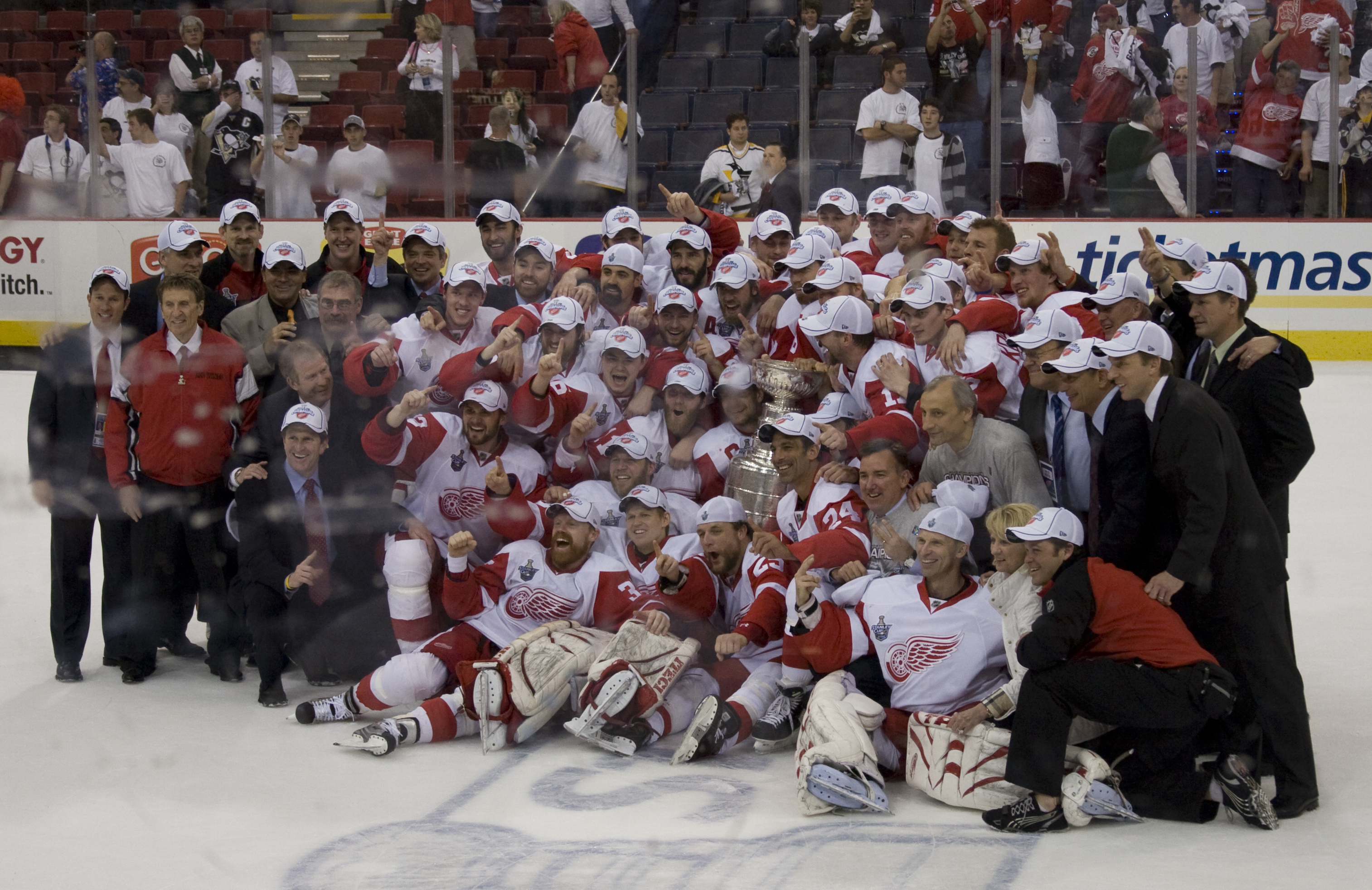
Mannschaftsfoto der siegreichen Detroit Red Wings

Der Stanley-Cup-Sieger Detroit Red Wings ließ traditionell insgesamt 52 Personen, darunter 25 Spieler sowie einige Funktionäre, der Trainerstab und das Management, auf dem Sockel der Trophäe eingravieren. Für die Spieler galt dabei, dass sie entweder 41 Partien für die Mannschaft in der regulären Saison bestritten haben sollten oder eine Partie in der Finalserie. Dabei gab es aber auch immer wieder Ausnahmeregelungen.
Die 25 Spieler Detroits setzen sich aus zwei Torhütern, acht Verteidigern und 15 Angreifern zusammen. Darunter befanden sich mit sieben Schweden, zwei Tschechen und jeweils einem Finnen, Slowaken und Russen insgesamt zwölf Europäer, so viele wie noch nie zuvor im Team eines Cup-Siegers. Für zwei Nova sorgten Nicklas Lidström und Daniel Cleary. Lidström war der erste europäische Mannschaftskapitän eines im Finale siegreichen Teams und Cleary konnte als erster gebürtiger Neufundländer den Titel gewinnen. Den Spielern Kris Draper, Tomas Holmström, Nicklas Lidström, Kirk Maltby und Darren McCarty gelang allesamt der insgesamt vierte Titelgewinn ihrer Karriere.
| Stanley-Cup-Sieger Detroit Red Wings | Torhüter: Dominik Hašek, Chris Osgood Verteidiger: Chris Chelios, Niklas Kronwall, Brett Lebda, Nicklas Lidström (C), Andreas Lilja, Derek Meech, Brian Rafalski, Brad Stuart Angreifer: Daniel Cleary, Pawel Dazjuk, Aaron Downey, Dallas Drake, Kris Draper, Valtteri Filppula, Johan Franzén, Darren Helm, Tomas Holmström, Jiří Hudler, Tomáš Kopecký, Kirk Maltby, Darren McCarty, Mikael Samuelsson, Henrik Zetterberg Cheftrainer: Mike Babcock General Manager: Ken Holland |

## Beste Scorer

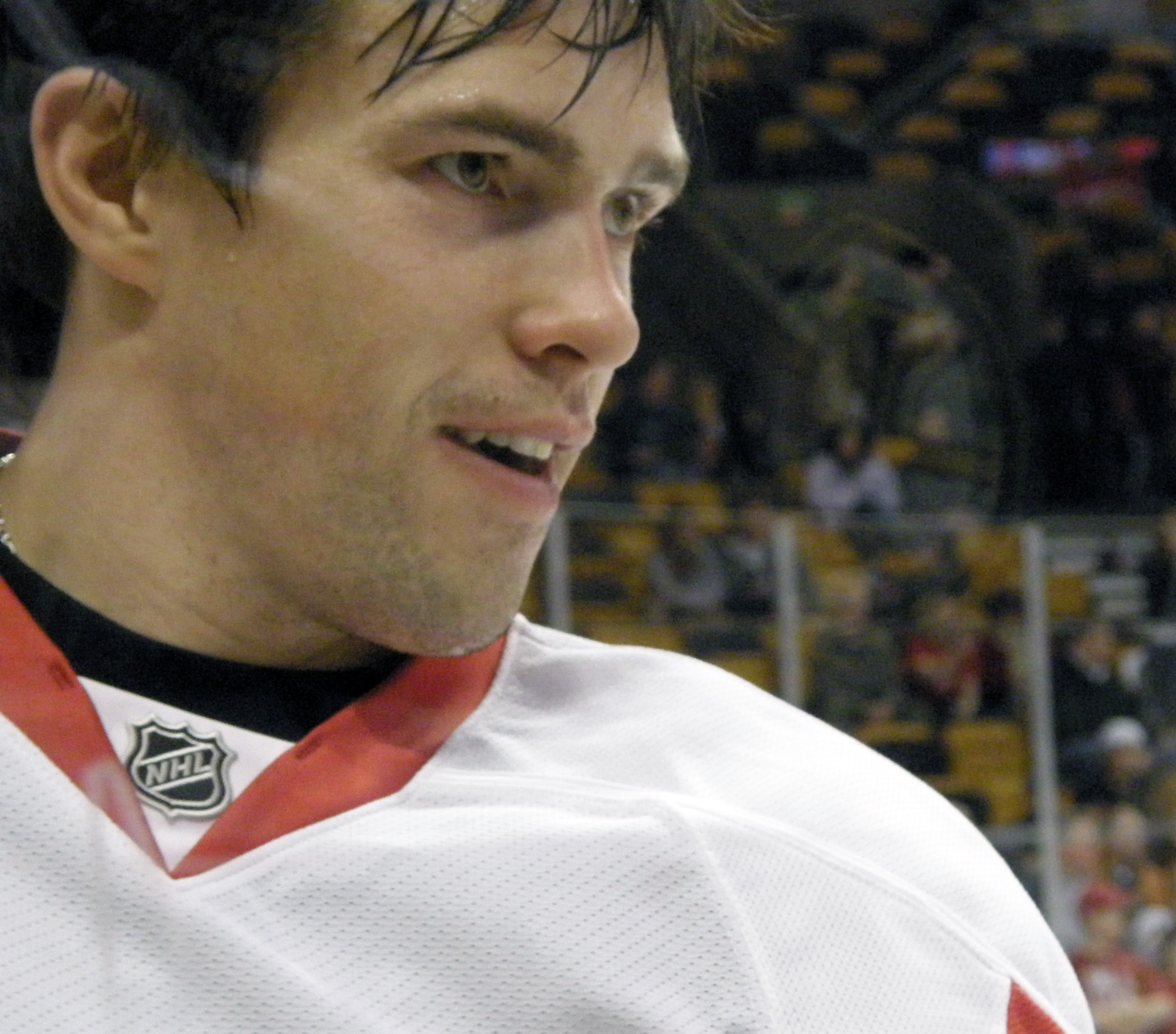
Pawel Dazjuk aus Detroit war viertbester Scorer der Playoffs

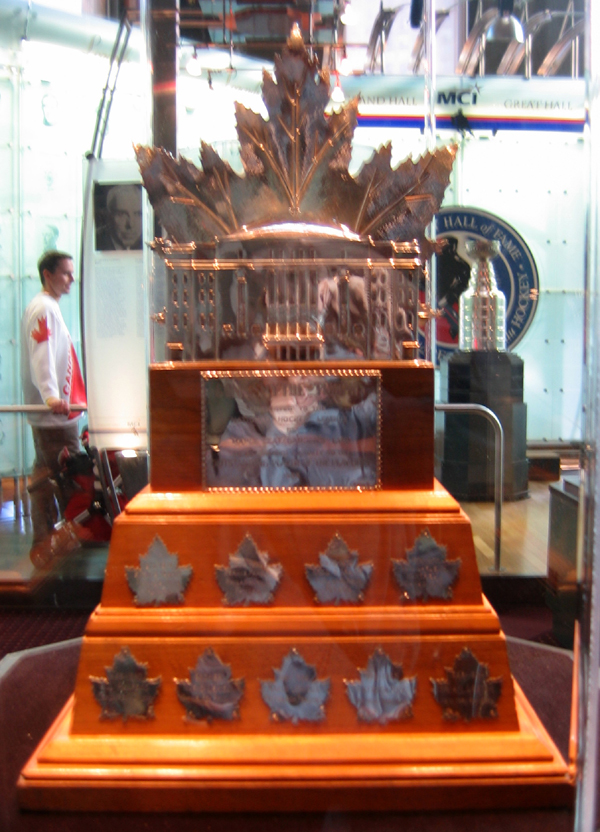
Die Conn Smythe Trophy für den wertvollsten Spieler der Playoffs

Als beste Scorer der Playoffs erwiesen sich der Schwede Henrik Zetterberg von den Detroit Red Wings, der zugleich die Conn Smythe Trophy gewann, und der Kanadier Sidney Crosby von den Pittsburgh Penguins. Beide erzielten im Verlauf der Playoffs 27 Scorerpunkte, wobei Zetterberg mit 22 Spielen zwei mehr benötigte als Crosby. Neben der Führung in der Scorerwertung war Zetterberg auch in der Torjägerliste mit seinem Mannschaftskollegen Johan Franzén führend. Für seine 13 Treffer benötigte Franzén 16 Spiele und somit sechs weniger als Zetterberg. Mit 21 Assists war Sidney Crosby unangefochtener Spitzenreiter in dieser Kategorie. Die beste Punktausbeute pro Spiel verbuchte Jaromír Jágr von den New York Rangers, der in zehn Spielen 15 Punkte erzielte. Der beste Nicht-Finalteilnehmer war Mike Ribeiro von den Dallas Stars mit 17 Punkten aus 18 Partien.
Unter den Verteidigern erreichte Niklas Kronwall von den Detroit Red Wings mit 15 Punkten – darunter kein einziges Tor – aus 22 Begegnungen den insgesamt 14. Platz der Wertung. Am torgefährlichsten mit vier Treffern war mit Brian Rafalski ebenfalls ein Abwehrspieler des Stanley-Cup-Siegers aus Detroit.
Bei den Rookies waren Brandon Dubinsky von den New York Rangers mit acht Punkten aus zehn Spielen und Montréals Sjarhej Kaszizyn mit acht Punkten aus zwölf Spielen am erfolgreichsten.
Abkürzungen: GP = Spiele, G = Tore, A = Assists, Pts = Punkte, +/- = Plus/Minus, PIM = Strafminuten; Fett: Bestwert
| Spieler           | Mannschaft   | GP | G  | A  | Pts | +/− | PIM |
| ----------------- | ------------ | -- | -- | -- | --- | --- | --- |
| Henrik Zetterberg | Detroit      | 22 | 13 | 14 | 27  | +16 | 16  |
| Sidney Crosby     | Pittsburgh   | 20 | 6  | 21 | 27  | +7  | 12  |
| Marián Hossa      | Pittsburgh   | 20 | 12 | 14 | 26  | +8  | 12  |
| Pawel Dazjuk      | Detroit      | 22 | 10 | 13 | 23  | +13 | 6   |
| Jewgeni Malkin    | Pittsburgh   | 20 | 10 | 12 | 22  | +3  | 24  |
| Johan Franzén     | Detroit      | 16 | 13 | 5  | 18  | +13 | 14  |
| Mike Ribeiro      | Dallas       | 18 | 3  | 14 | 17  | ±0  | 16  |
| Daniel Brière     | Philadelphia | 17 | 9  | 7  | 16  | −3  | 20  |
| Ryan Malone       | Pittsburgh   | 20 | 6  | 10 | 16  | +4  | 25  |
| R. J. Umberger    | Philadelphia | 17 | 10 | 5  | 15  | +7  | 10  |

## Beste Torhüter
Die besten Statistikwerte in den wichtigsten Kategorien lieferten mit Dan Ellis von Nashville Predators ein Torwart, der bereits in der ersten Playoff-Runde gescheitert war, und mit Chris Osgood ein Torhüter, der – nachdem er im Verlauf der ersten Playoff-Runde Dominik Hašek im Tor abgelöst hatte – entscheidenden Anteil am Finalsieg der Detroit Red Wings hatte. Ellis wies – wie bereits in der regulären Saison – die beste Fangquote aller Torhüter auf, während Osgood den geringsten Gegentorschnitt hatte.
Gemeinsam mit Marc-André Fleury, der aufgrund seiner konstanten Leistungen die Pittsburgh Penguins bis ins Finale geführt hatte, lag Osgood zudem mit 14 Siegen und drei Shutouts in diesen Kategorien an der Spitze. Fleury stand mit 20 Spielen und 1251:10 Spielminuten am häufigsten und längsten zwischen den Pfosten seines Teams.
Abkürzungen: GP = Spiele, Min = Eiszeit (in Minuten), W = Siege, L = Niederlagen, OTL = Overtime/Shootout-Niederlagen, GA = Gegentore, SO = Shutouts, Sv% = gehaltene Schüsse (in %), GAA = Gegentorschnitt; Fett: Bestwert; Sortiert nach Gegentorschnitt.
Erfasst werden nur Torhüter mit 180 absolvierten Spielminuten.
| Spieler           | Mannschaft | GP | Min     | W  | L | GA | SO | Sv%  | GAA  |
| ----------------- | ---------- | -- | ------- | -- | - | -- | -- | ---- | ---- |
| Chris Osgood      | Detroit    | 19 | 1159:57 | 14 | 4 | 30 | 3  | 93,0 | 1,55 |
| Marc-André Fleury | Pittsburgh | 20 | 1251:10 | 14 | 6 | 41 | 3  | 93,3 | 1,97 |
| Marty Turco       | Dallas     | 18 | 1152:13 | 10 | 8 | 40 | 1  | 92,2 | 2,08 |
| Jewgeni Nabokow   | San Jose   | 13 | 852:52  | 6  | 7 | 31 | 1  | 90,7 | 2,18 |
| Dan Ellis         | Nashville  | 6  | 356:35  | 2  | 4 | 15 | 0  | 93,8 | 2,52 |